# Universität Konstanz
Die Universität Konstanz ist eine deutsche Universität am Bodensee. Sie wurde 1966 als interdisziplinäre Reformuniversität gegründet.

## Geschichte

### Ursprünge

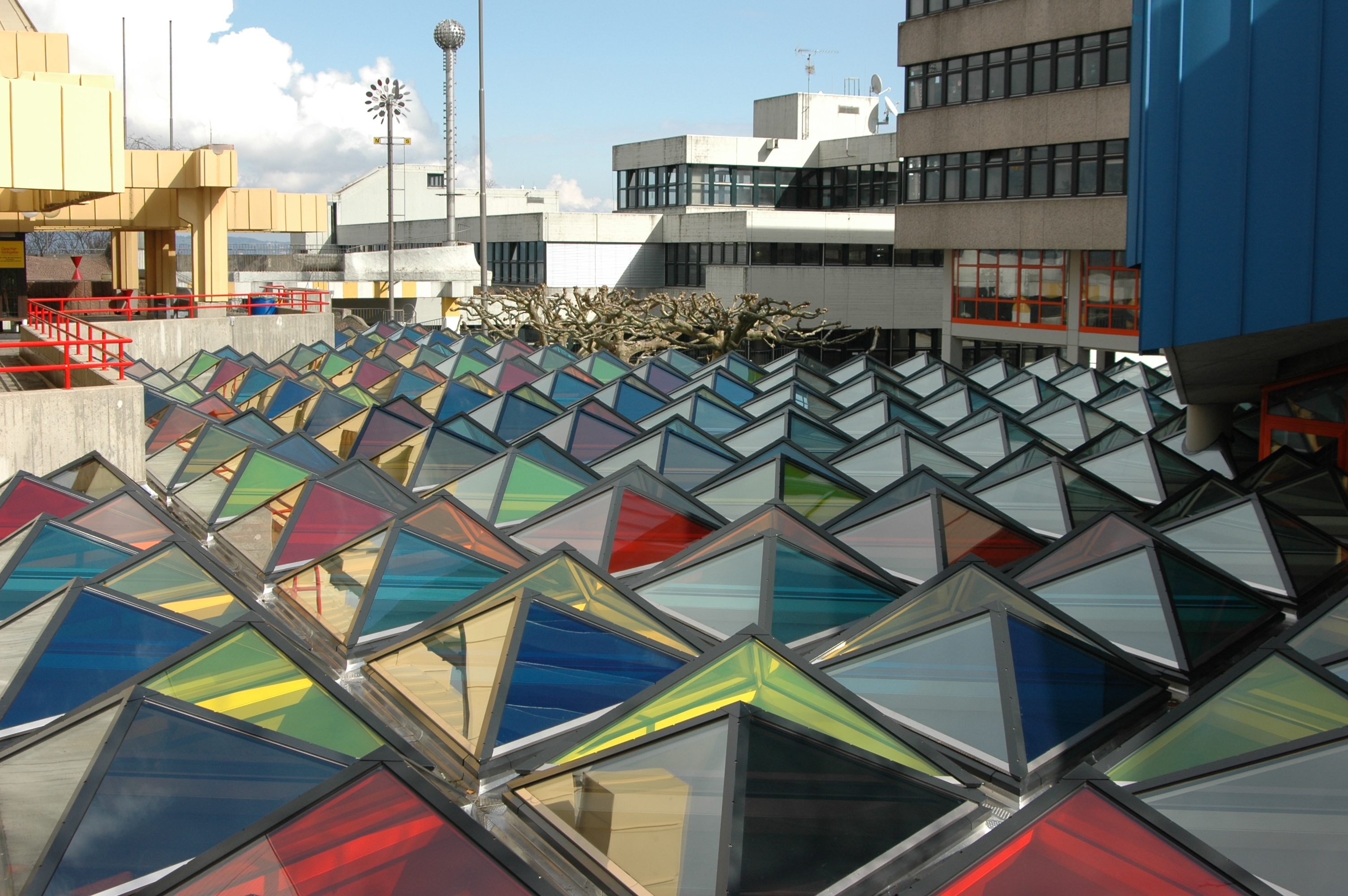
Glasdach über dem Foyer von Otto Piene (1970)

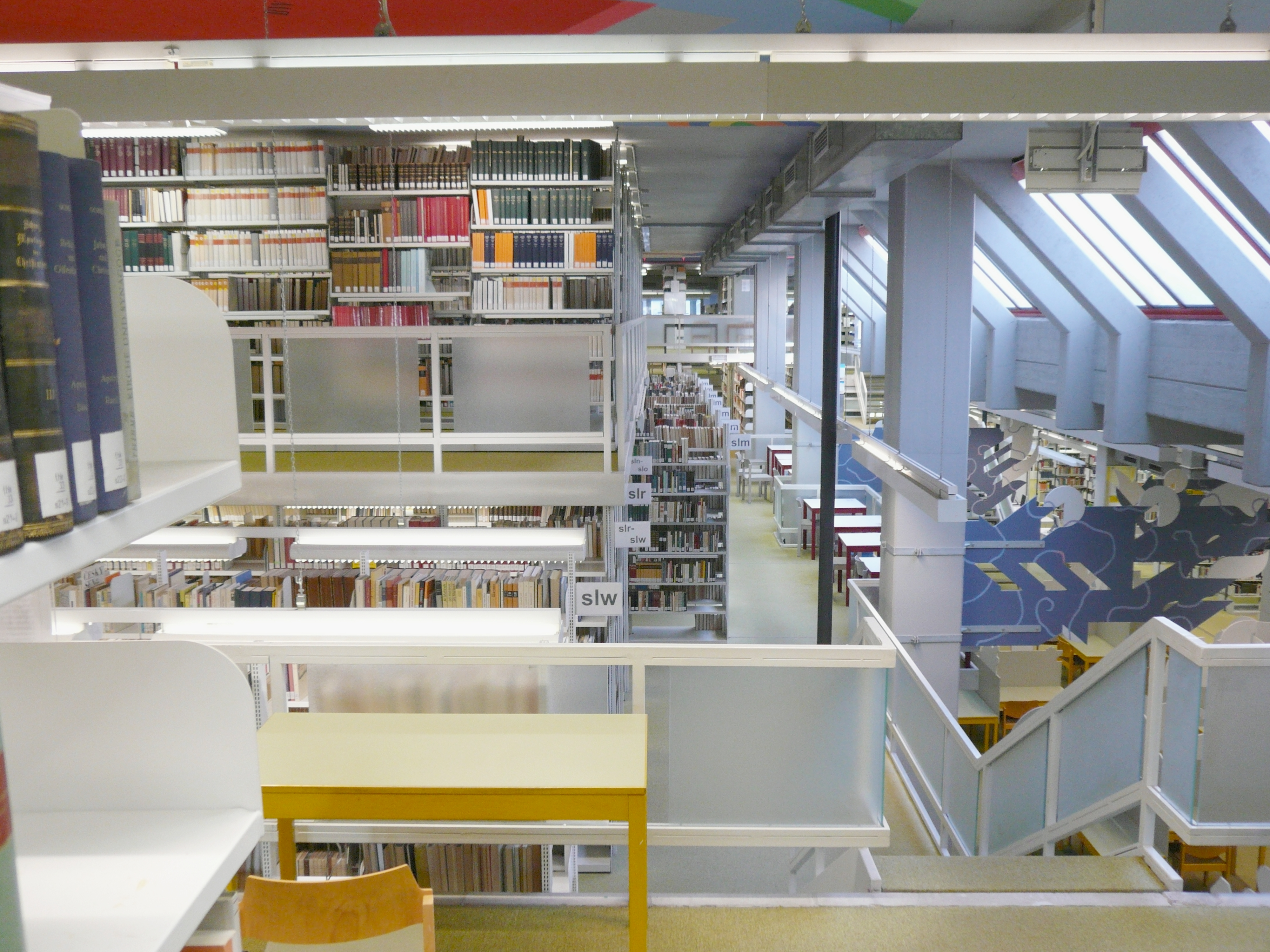
Die alte Universitätsbibliothek vor ihrer Kernsanierung

Im späten 17. und frühen 18. Jahrhundert existierte in Konstanz kurzzeitig eine Universität als Ableger der Freiburger Universität. Sie war im Lanzenhof (heute Justizverwaltung an der Unteren Laube) untergebracht und wurde von 1686 bis 1698 sowie von 1713 bis 1715 betrieben.
1966 wurde die Bildungseinrichtung als „Reformuniversität“ gegründet. Zu dem im März 1965 eingerichteten Gründungsausschuss und damit zu den „Gründungsvätern“ der Universität Konstanz gehörten Herbert Nesselhauf, Joachim Ritter, Adam Falkenstein, Ludwig Raiser, Ralf Dahrendorf, Waldemar Besson, Hellmut Bredereck, Hansjochem Autrum und Emil Tonutti. Das Signet der Universität wurde 1980 von dem Grafikdesigner Otl Aicher entworfen.
Bis zur Eröffnung des Campus auf dem Gießberg im Jahr 1972 war sie in mehreren Gebäuden in der Innenstadt und im Stadtteil Königsbau untergebracht.

### Besonderheiten der Reformuniversität und Weiterentwicklung
Ihrem Charakter als Reformuniversität entsprechend wies die Universität Konstanz schon seit der Gründung mehrere Besonderheiten auf. Auf die Einrichtung von Instituten wurde verzichtet, an deren Stelle traten unmittelbar (kleiner als sonst zugeschnittene) Fachbereiche und Fachgruppen, die Lehre aus Forschung entwickeln sollten. Diese waren in acht (ab 1991 neun) Fakultäten zusammengefasst, deren Zuschnitt (z. B. eine ‚Sozialwissenschaftliche Fakultät‘) teilweise von traditionellen Modellen abwich.
Um die Fächergrenzen leichter überwinden zu können, wurde aus dem angelsächsischen Raum das Konzept der Campus-Universität übernommen, und Verwaltungs- und Service-Einrichtungen wie Mensa und Bibliothek wurden zentralisiert. Zu den Reformprojekten gehörte die Verlagerung größerer Teile der Lehre von Vorlesungen in Seminare oder Übungsgruppen und daraus folgend das Konzept der studienbegleitenden Prüfungen.
Als Modellversuch durchgeführt wurde in den 1970er und 1980er Jahren die einstufige Juristenausbildung, bei der die Praxisphase und das Studium eng miteinander verzahnt wurden. Bis in die 1980er Jahre gab es außerdem das Sozialwissenschaftliche Grundstudium, in dem Soziologen, Politologen, Verwaltungswissenschaftler und Wirtschaftswissenschaftler gemeinsam ausgebildet wurden. Große Bekanntheit erlangten die unter dem Titel Poetik und Hermeneutik veröffentlichten Ergebnisse einer geisteswissenschaftlichen Forschergruppe, die seit der Universitätsgründung ihren Schwerpunkt in Konstanz hatte.
Im Jahr 1999 wurde die Struktur der Universität deutlich verändert. Die damalige Reform setzte zahlreiche Vorschläge einer von Jürgen Mittelstraß geleiteten Strukturkommission um: Die Fakultäten wurden aufgelöst, an ihre Stelle traten drei Sektionen, viele Funktionen wurden den Fachbereichen zugewiesen. Die Aufgaben der Fakultäten im Sinne des Landeshochschulgesetzes erfüllen seither die drei Sektionen. Beibehalten wurde die Zentralisierung der Service-Einrichtungen.

### Exzellenzuniversität
Die Universität Konstanz ist eine von nur sechs Universitäten, die seit 2007 durchgängig in allen Förderlinien der Exzellenzinitiative und -strategie erfolgreich waren. Das Zukunftskonzept der Universität mit dem Titel „Modell Konstanz – towards a culture of creativity“ wurde im Rahmen der Exzellenzinitiative erstmalig im Oktober 2007 angenommen. Zudem sind derzeit (Stand: 2023) vier Sonderforschungsbereiche in Betrieb. Das Zentrum für den wissenschaftlichen Nachwuchs (ZWN) stieß auf bundesweites Interesse, die Universität wurde in den Medien als „Mini-Harvard am Bodensee“ bezeichnet. Das ZWN wurde im Februar 2001 eingerichtet und wurde 2007 in das heutige Zukunftskolleg überführt, das 2012 eine Kofinanzierung des EU-Programms Marie Curie COFUND in Höhe von 6,24 Millionen Euro einwarb. Das dadurch geschaffene „Zukunftskolleg Incoming Fellowship Programme“ (ZIF-Marie-Curie-Programm) konnte das bestehende Fellowship-Programm des Zukunftskollegs um eine weitere internationale Komponente erweitern.
Im Förderatlas 2015 und im Förderatlas 2018 der Deutschen Forschungsgemeinschaft (DFG) errang die Universität jeweils eine Spitzenposition in der Einwerbung von DFG-Drittmitteln. In der pro Kopf relativierten Betrachtung von DFG-Bewilligungen bezogen auf das gesamte wissenschaftliche Personal (inkl. Professoren) belegt die Universität Konstanz bundesweit Platz 1. Bezogen alleinig auf die Professorenschaft erreicht die Universität Konstanz bundesweit Platz 2. Ein besonders hohes Förderverhältnis pro Kopf stellt der Förderatlas bei der Universität Konstanz in den Bereichen Lebenswissenschaften (Platz 1) sowie Geistes- und Sozialwissenschaften (Platz 1) fest.
Die Förderung als Exzellenzuniversität wurde 2019 für weitere sieben Jahre bestätigt.
2025 wurde bekannt gegeben, dass nur ein Exzellenzcluster weiter gefördert wird. Die Universität verliert damit ab 2027 ihren Exzellenzstatus.

## Campus
Der Komplex der Universität liegt mit einer Fläche von 90.000 m² auf dem Konstanzer Gießberg, am Rand des Mainauwalds, rund 200 Meter westlich des alten Dorfes Egg, heute ein Stadtteil von Konstanz. Das Universitätsgelände ist mit dem Dorf über zwei Fußgänger-/Fahrradbrücken verbunden. Das Wassersportgelände der Universität (mit Badestrand) liegt wie das Dorf auf der dem See zugewandten Seite der Straße, nordwestlich von Egg.

### Architektur
Statt einer Anlage von Einzelgebäuden plante der Architekt Horst Linde einen stark verdichteten Komplex, dessen einzelne Gebäudeteile ineinander verschränkt wurden. Dahinter steckte die Idee, den Bau ähnlich einem Bergdorf an die geographische Hanglage anzupassen. Dem Planer Wilhelm von Wolff zufolge sollten die Menschen „durch die Universität wandern können wie in einer Altstadt, Plätze und Gassen sollte es geben für zwangloses Zusammenkommen, vielleicht Geheimnisvolles hier und dort, um Erwartungen zu wecken.“ Eine Maßgabe war daher, dass der Radius des Hochschulbereichs 500 bis 700 Meter nicht überschreiten dürfe, um die Wege zur zentralen Agora kurz zu halten.
Der Baubeginn erfolgte 1970, die Fertigstellung dauerte bis 1983. Seither errichtete die Universität mehrere Erweiterungsbauten, die sich an den ursprünglichen Planungen orientieren. Seit 2012 stehen wesentliche Gebäudeteile der Universität für ihre bauliche Gesamtheit unter Denkmalschutz.
Ab 2022 begann ein umfangreicher Um- und Ausbau des Gebäudeensembles, an dessen Ende eine neue Aufenthaltsmitte des Campus, eine neue Straßenführung, ein Fahrradparkhaus, ein neues Hörsaal-, Büro-, Seminar- und Konferenzgebäude stehen sollen. Zeitgleich werden zentrale Gebäudeteile modernisiert.
Das Centre for Visual Computing of Collectives (kurz VCC) erhielt 2021 einen eigenen Neubau am Rand des Campus. Hier wird u. a. die Schwarmintelligenz bzw. das -Verhalten von Insekten untersucht. Die Max-Planck-Gesellschaft plant ein eigenes Institutsgebäude am Gelände der Universität für das mit dem Forschungsbereich Kollektives Verhalten (Center für the Advanced Study of Collective Behaviour) der Universität verbundene Max-Planck-Institut für Verhaltensbiologie einzurichten.

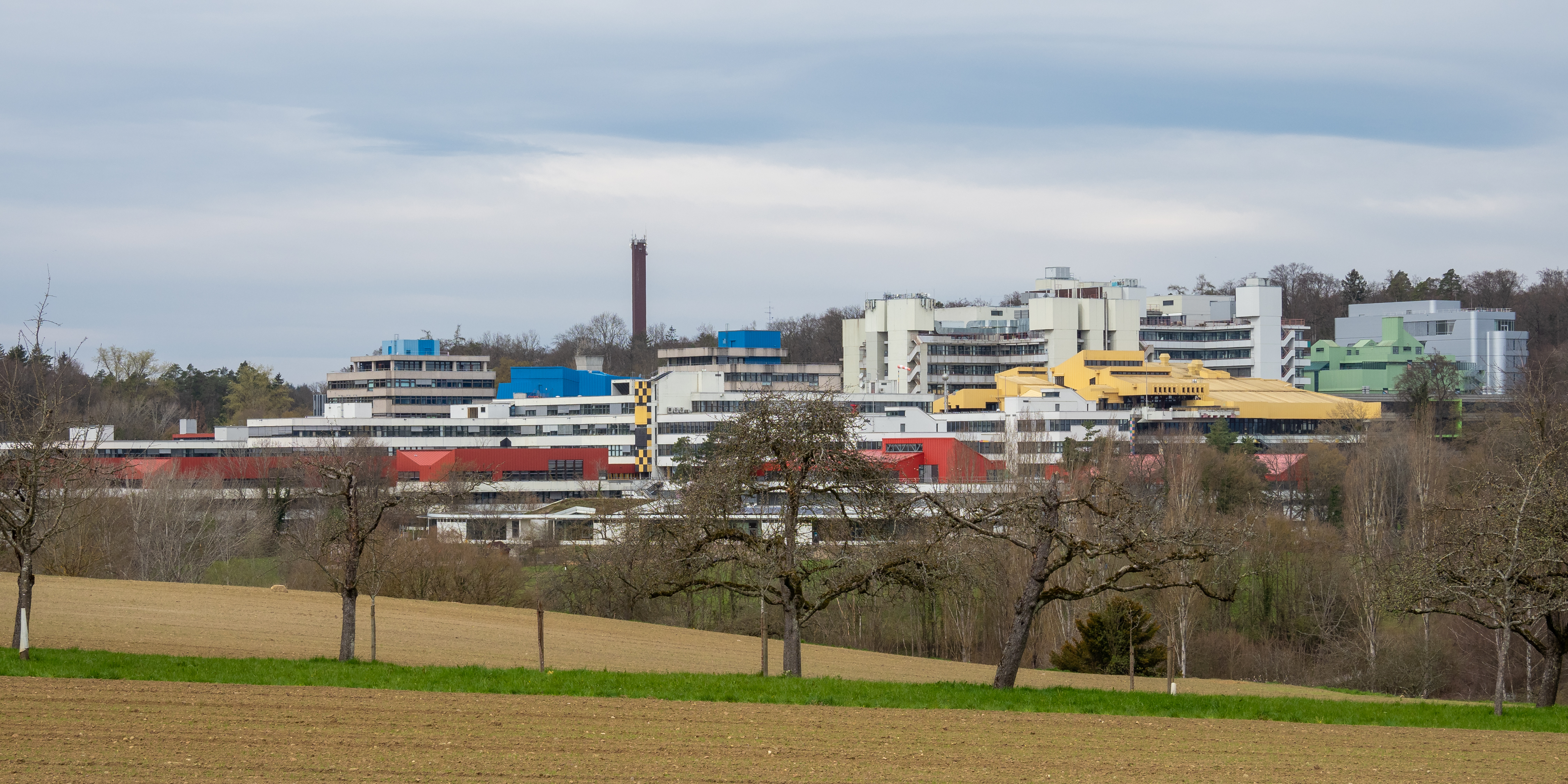
Bildungslandschaft
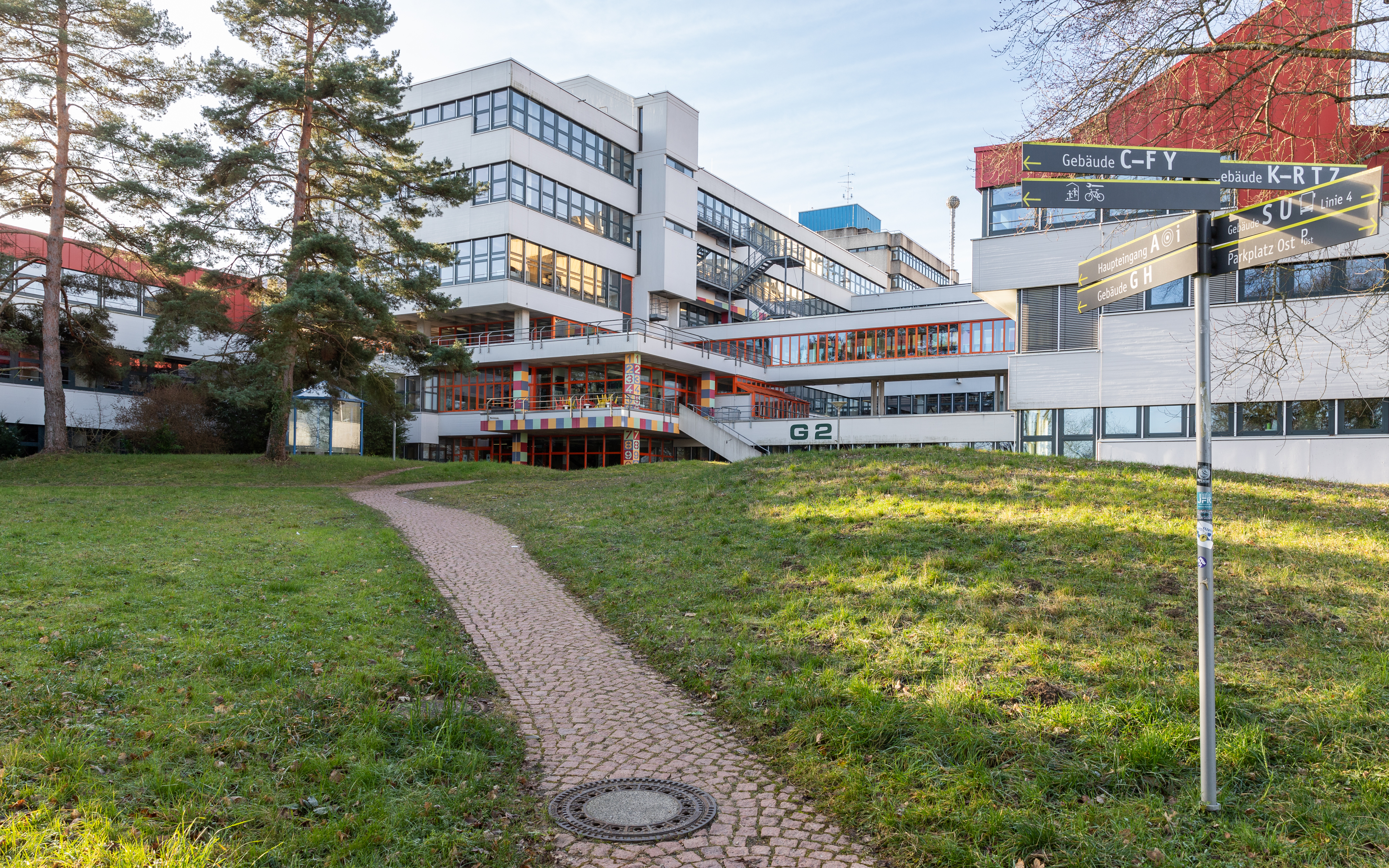
Gebäude G2
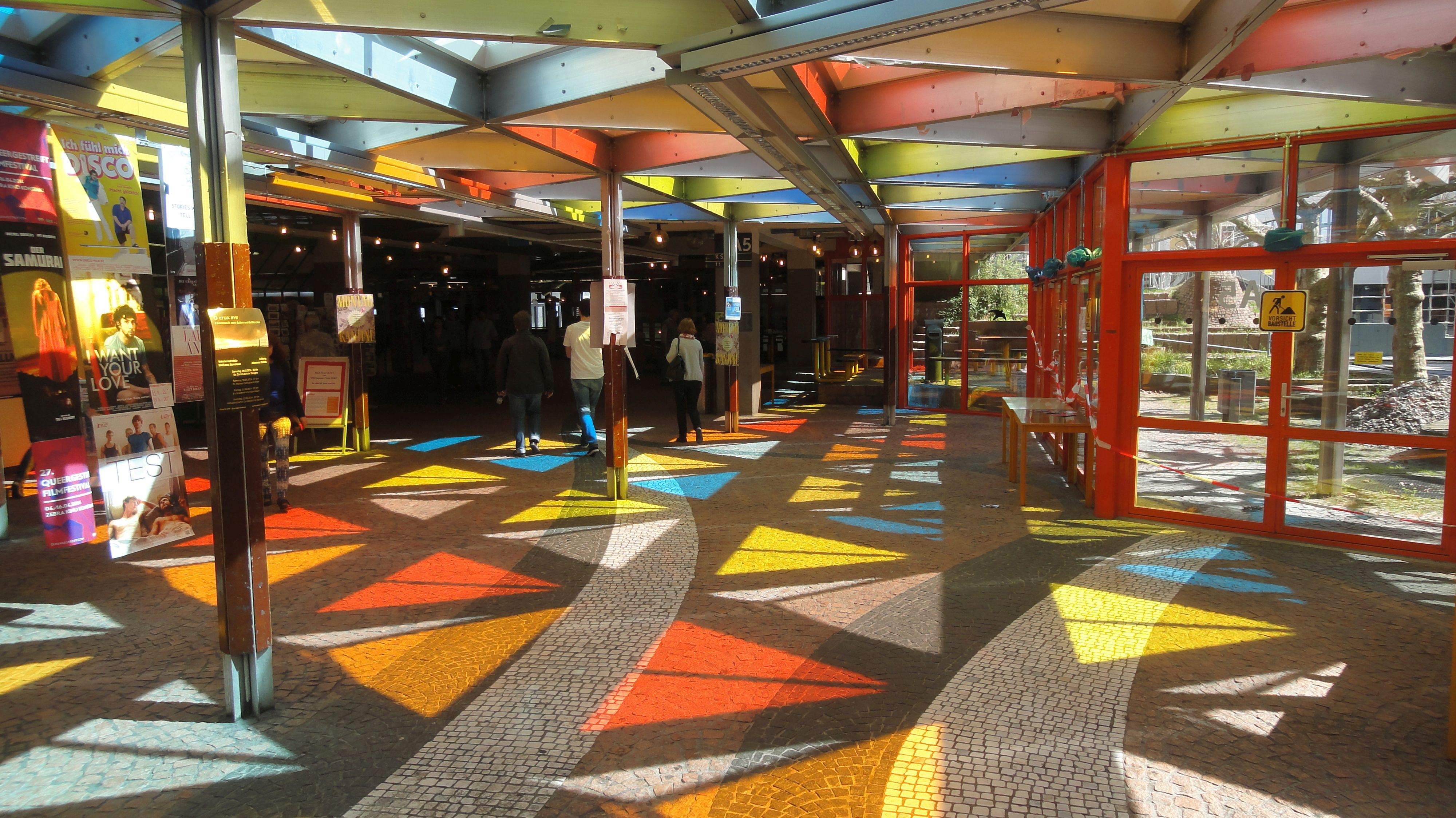
Innerer Campus mit farbigen Lichtkuppeln
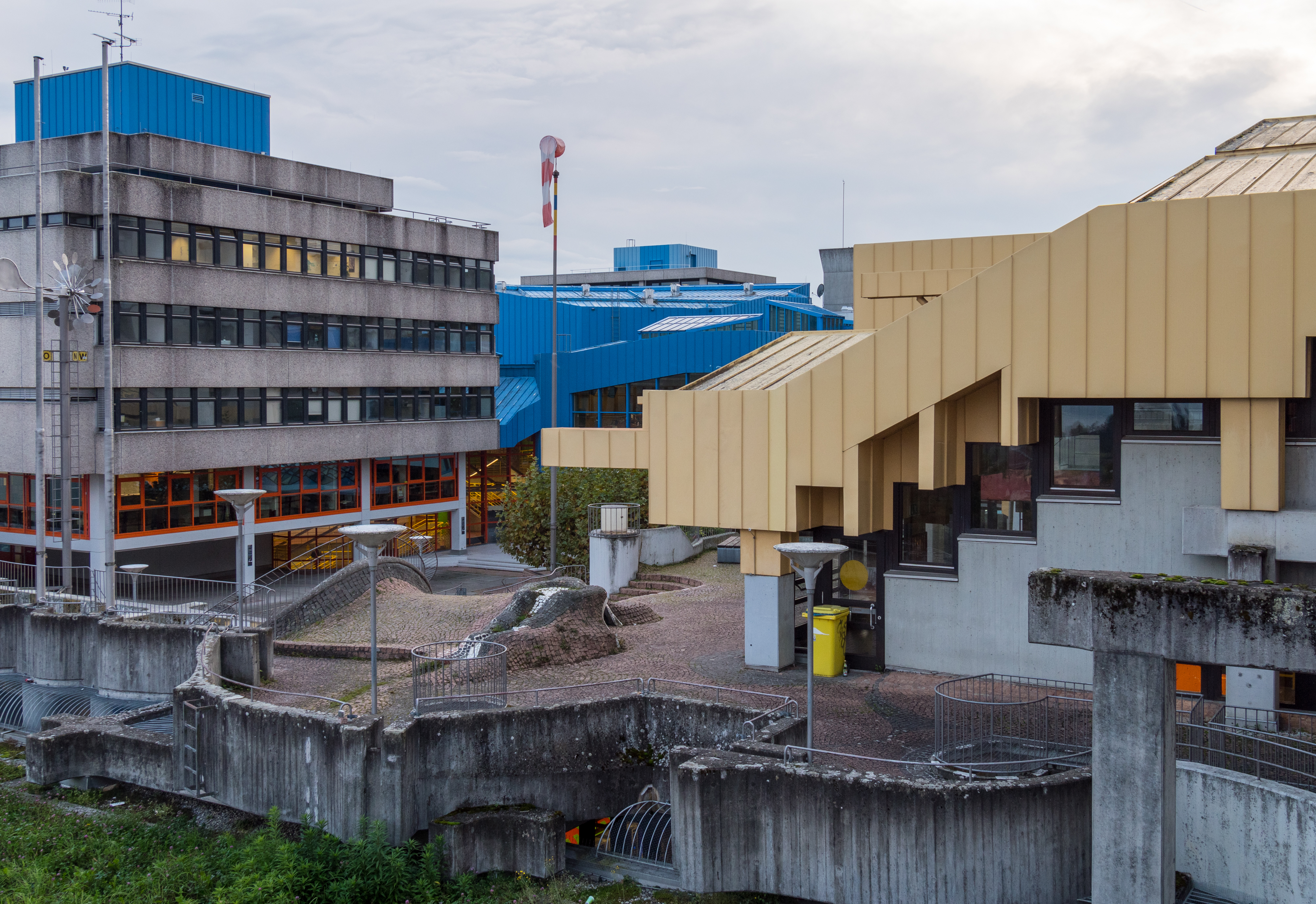
Geb. B, A und K
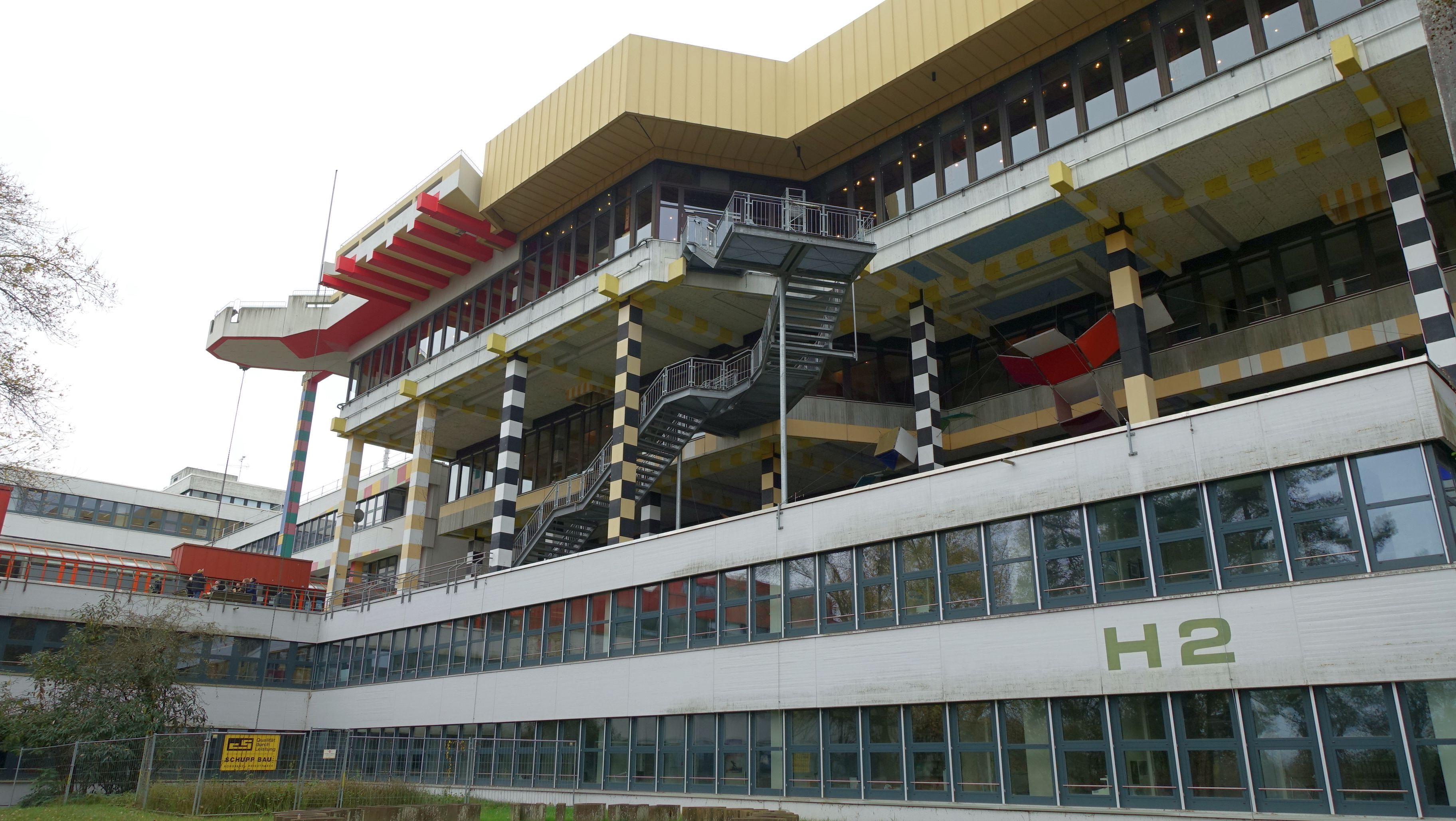
Mensa (Geb. K)
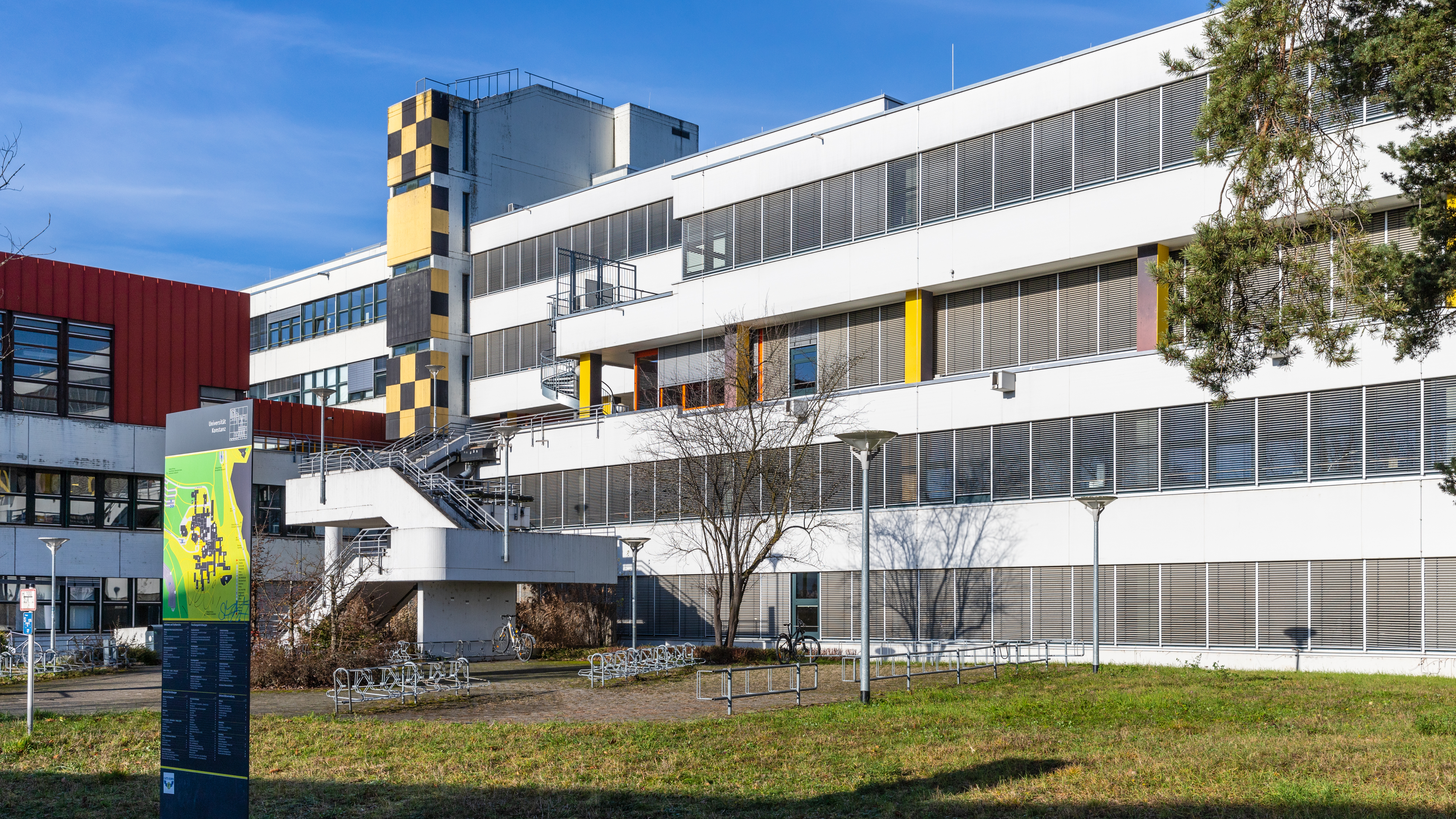
Geb. E und F
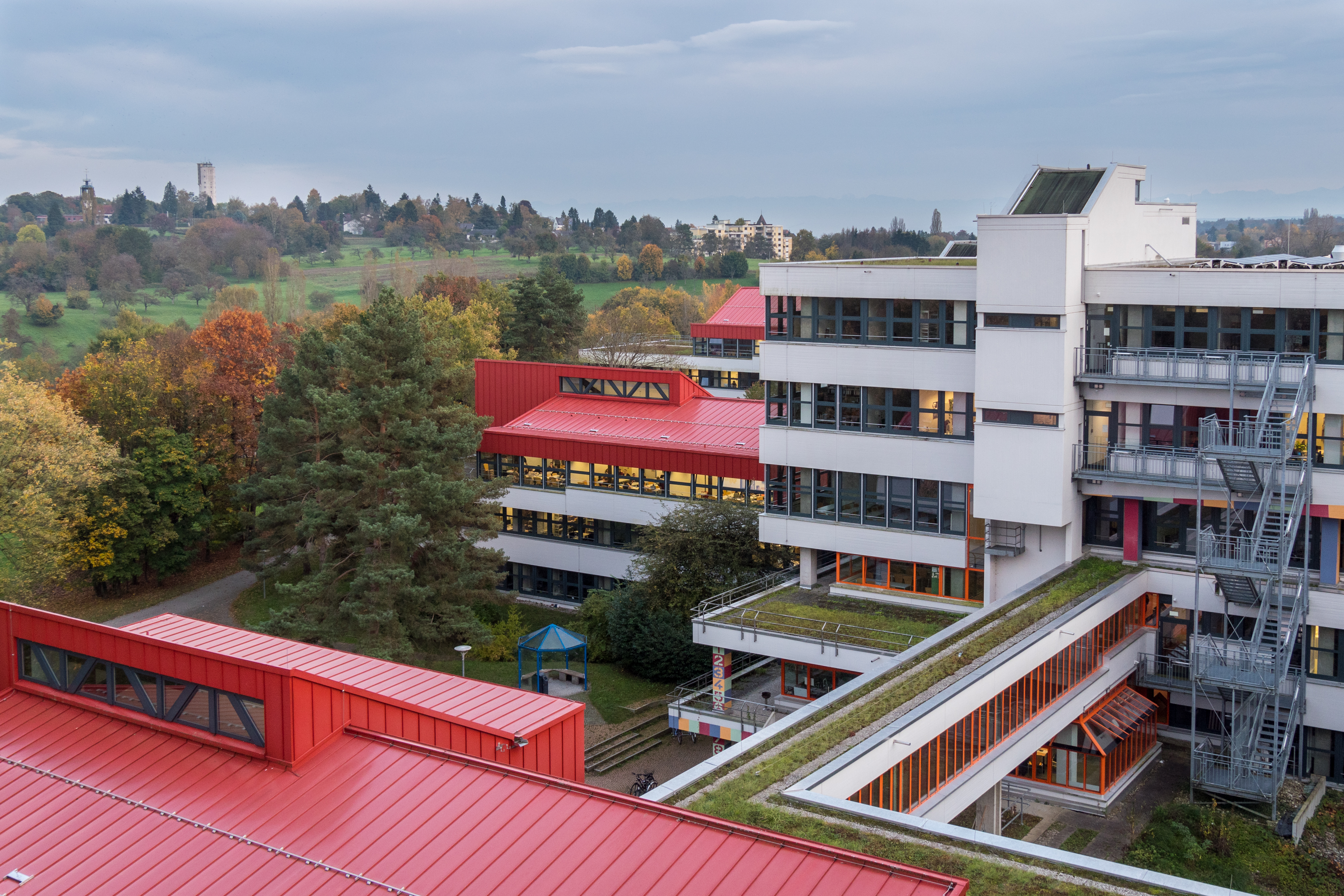
Gebäude G und F
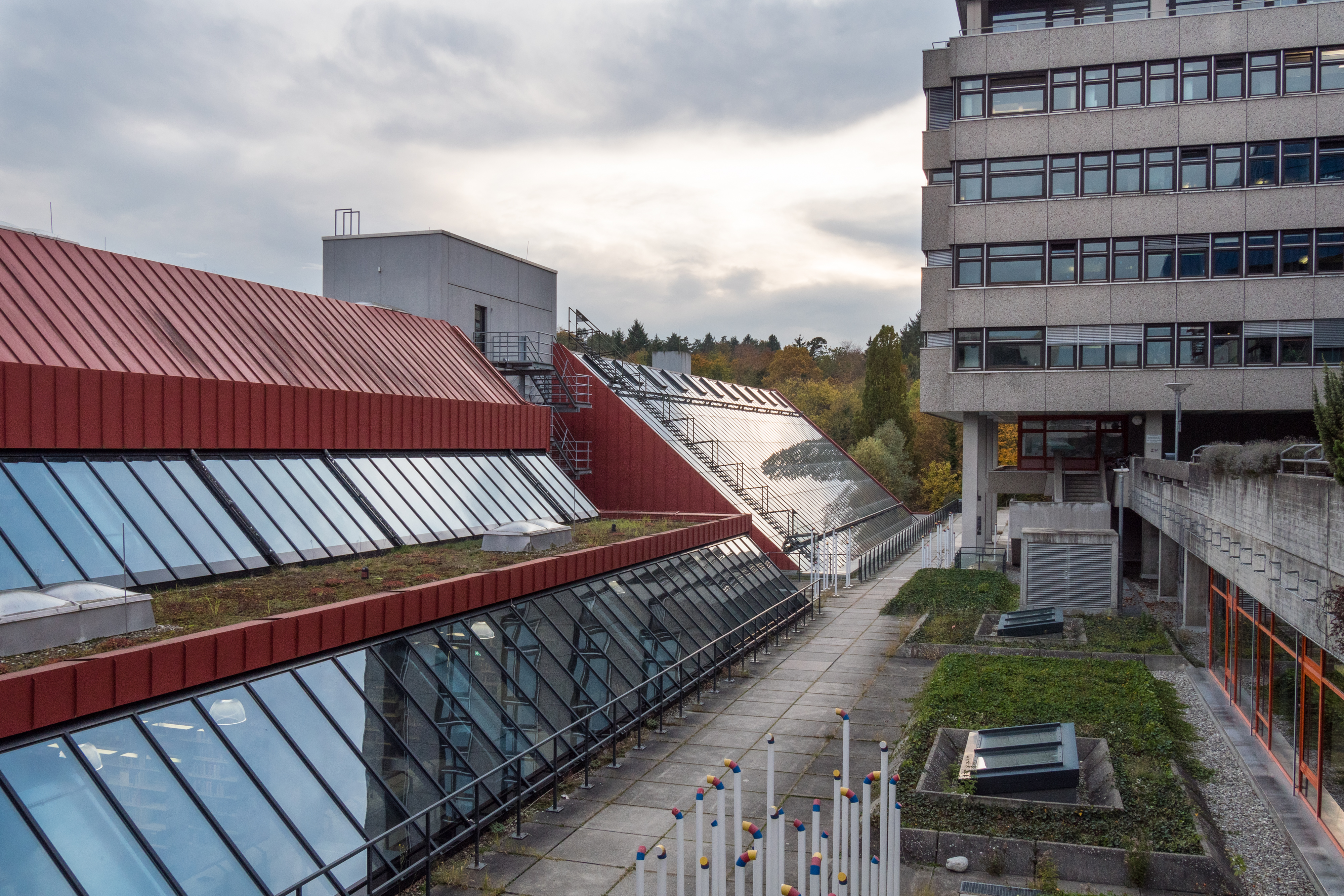
Geb. J (Bliothek) u. V
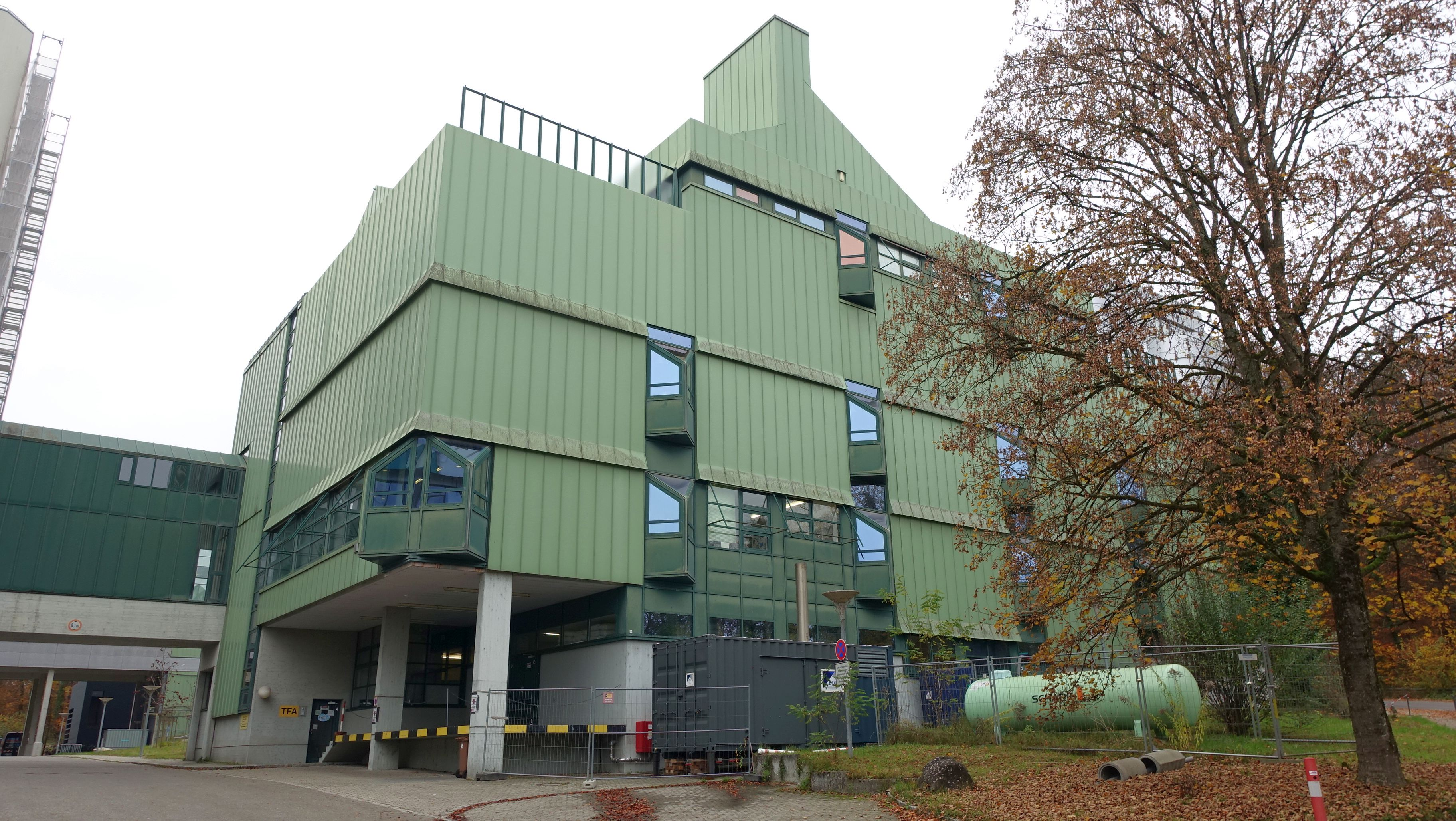
Gebäude T
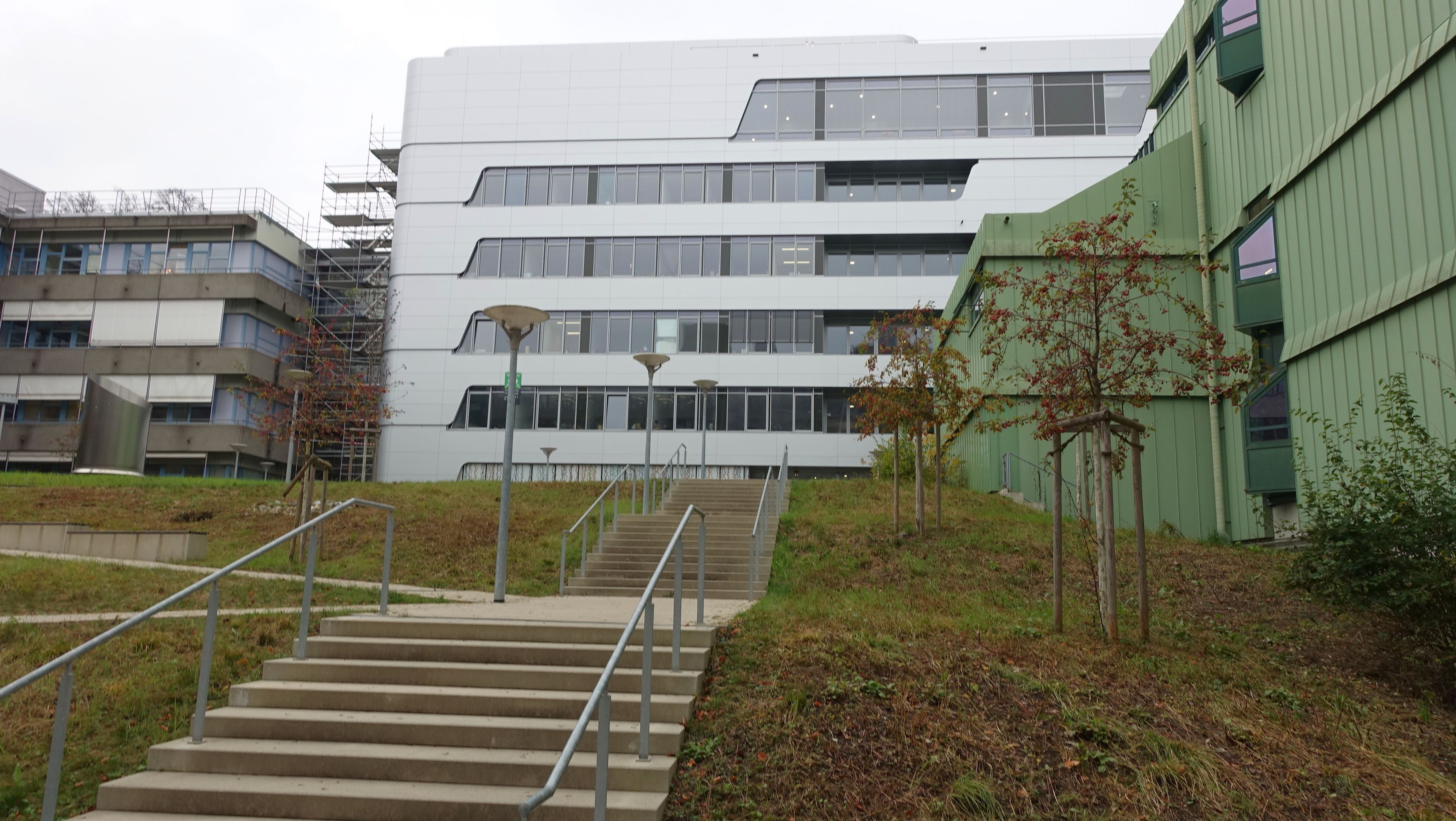
Neubau VCC (2024)
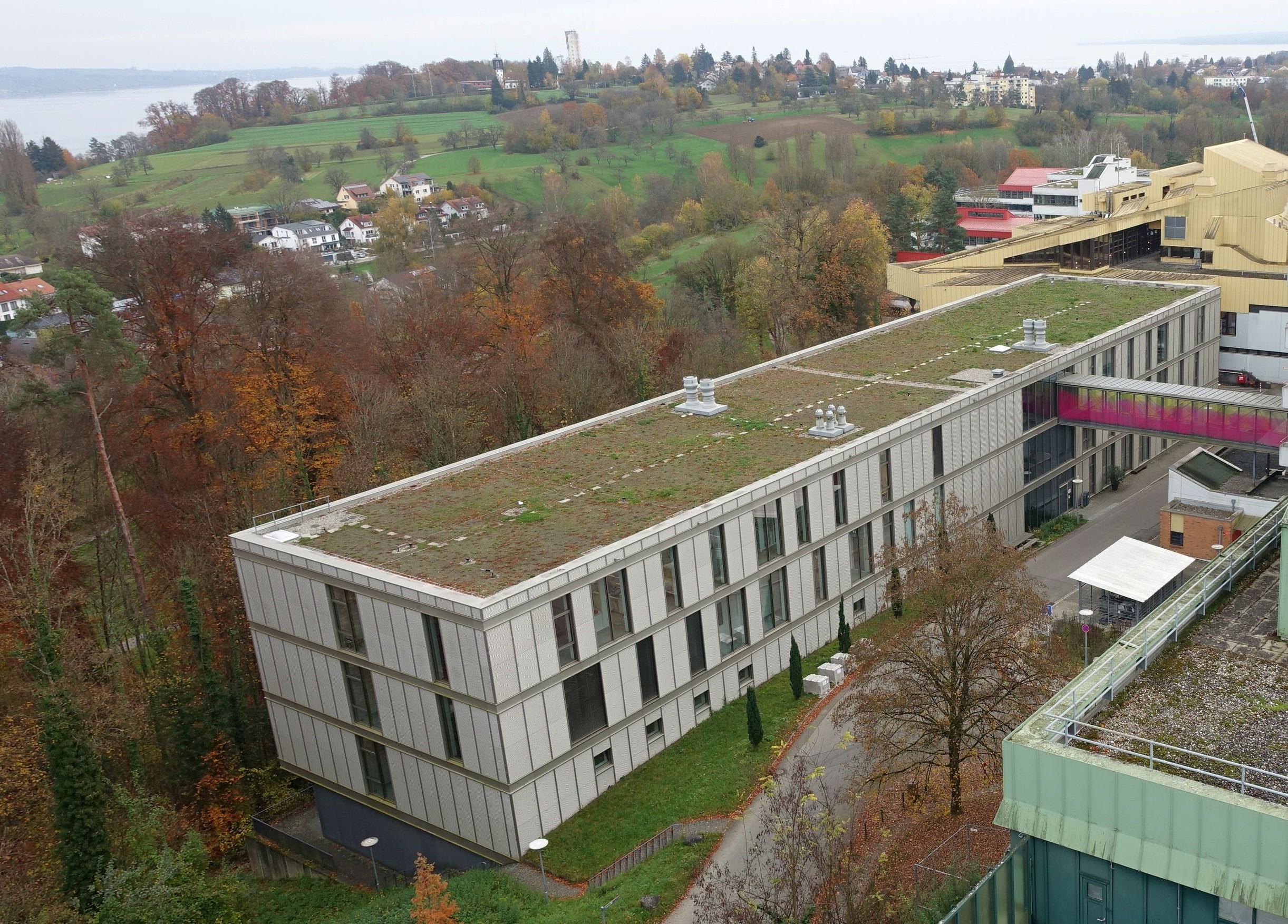
Gebäude ML
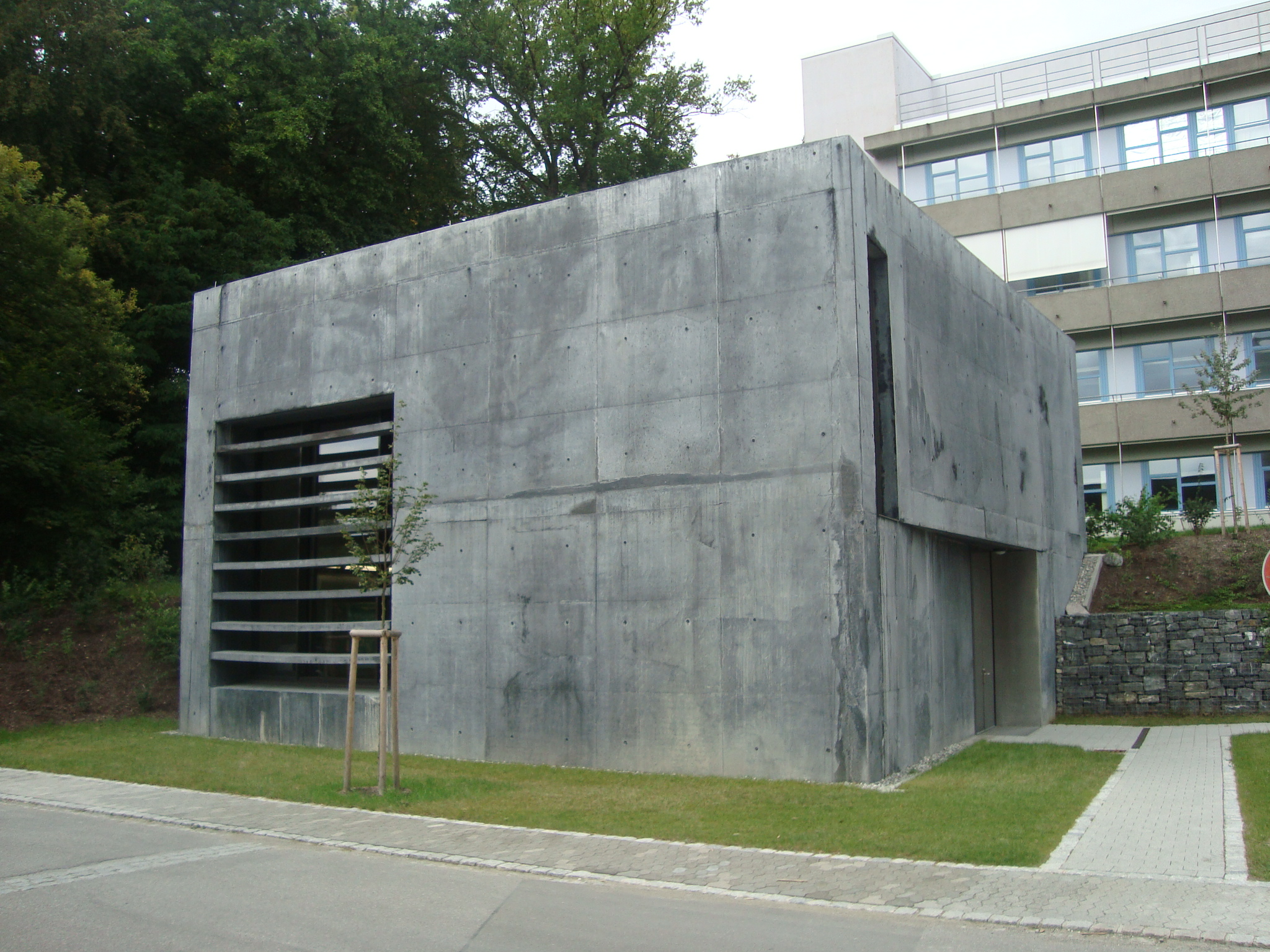
Geb. ZS (Kryostat)
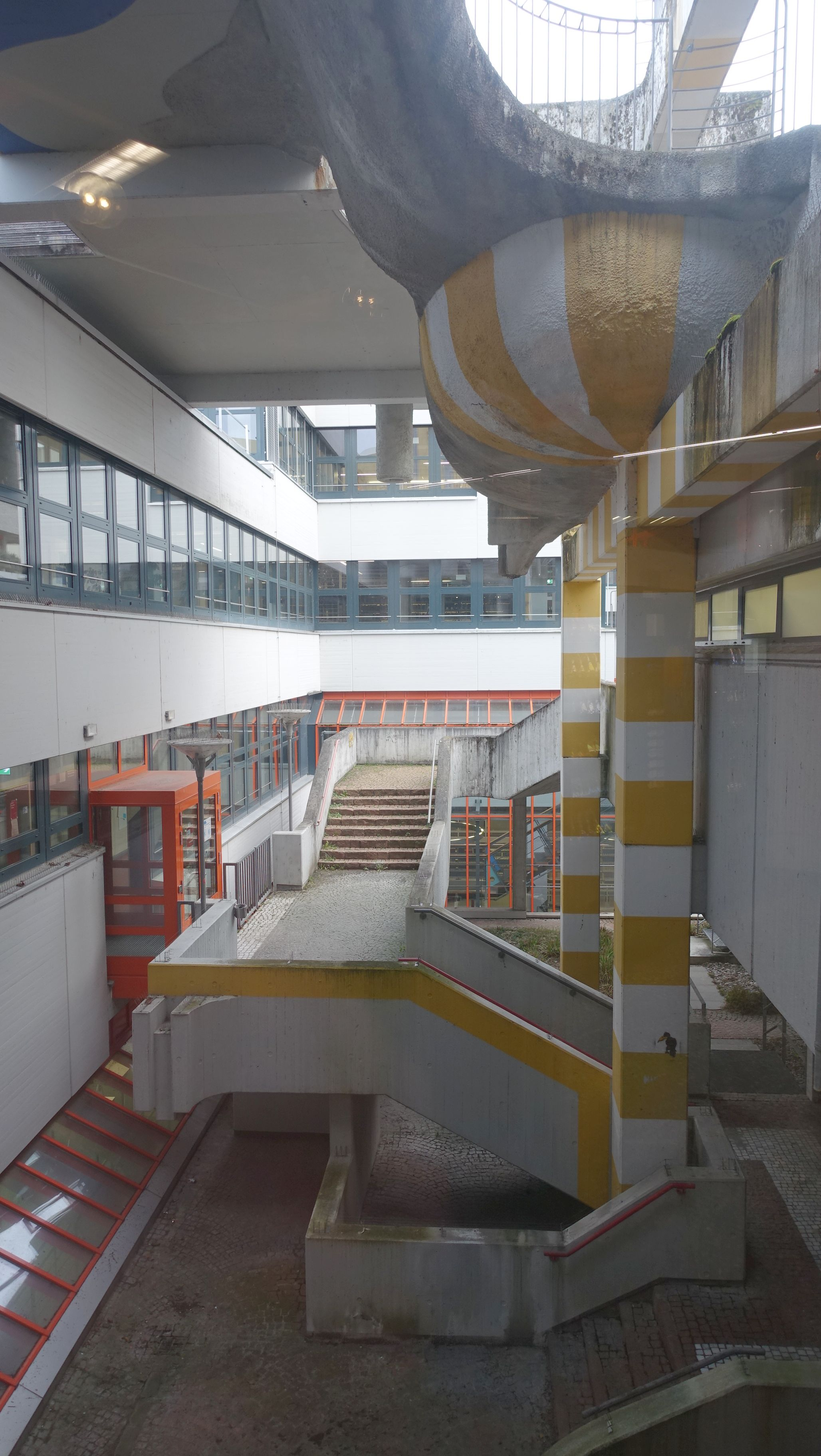
Manieristische Details
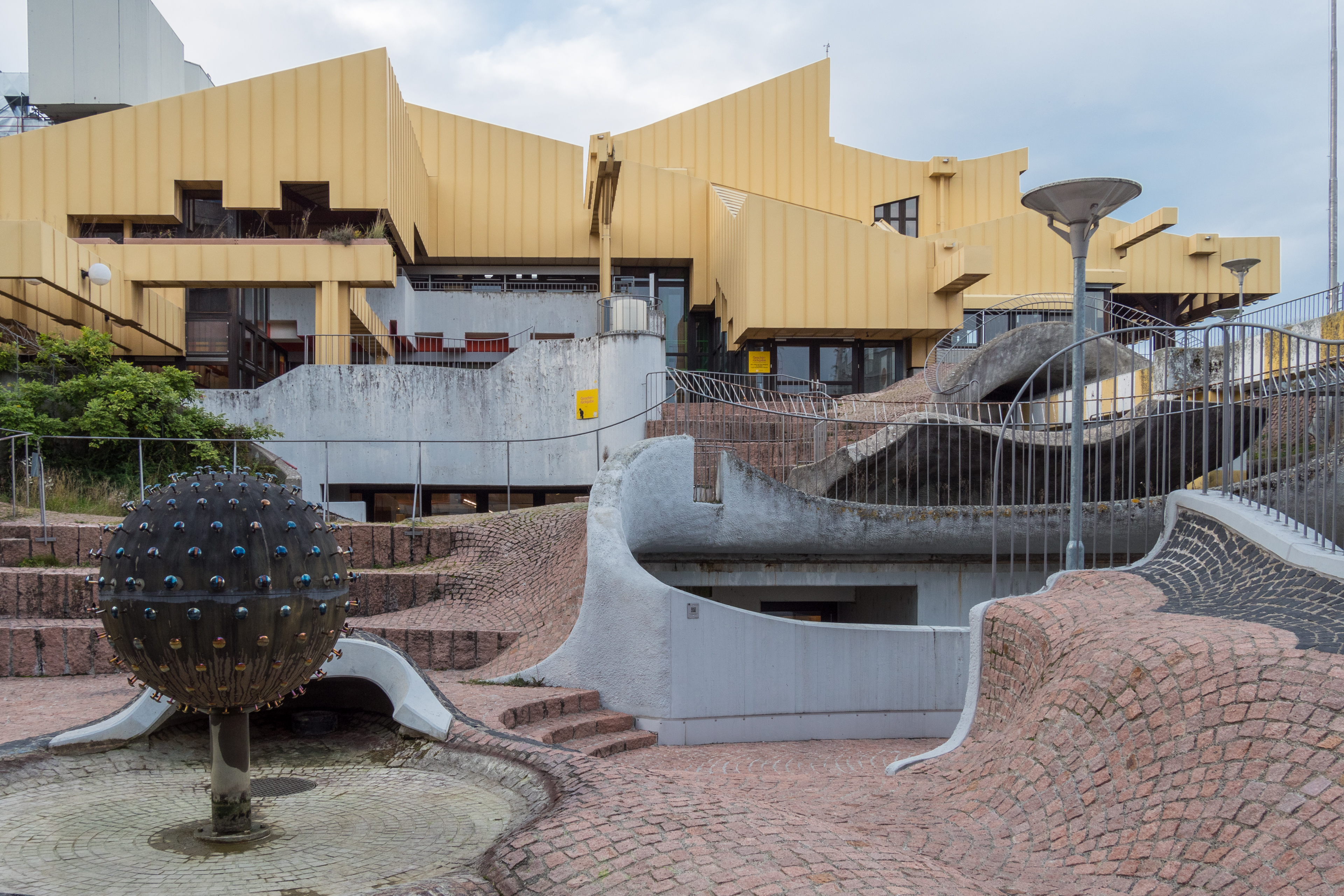
Außenbereich u. Geb. K
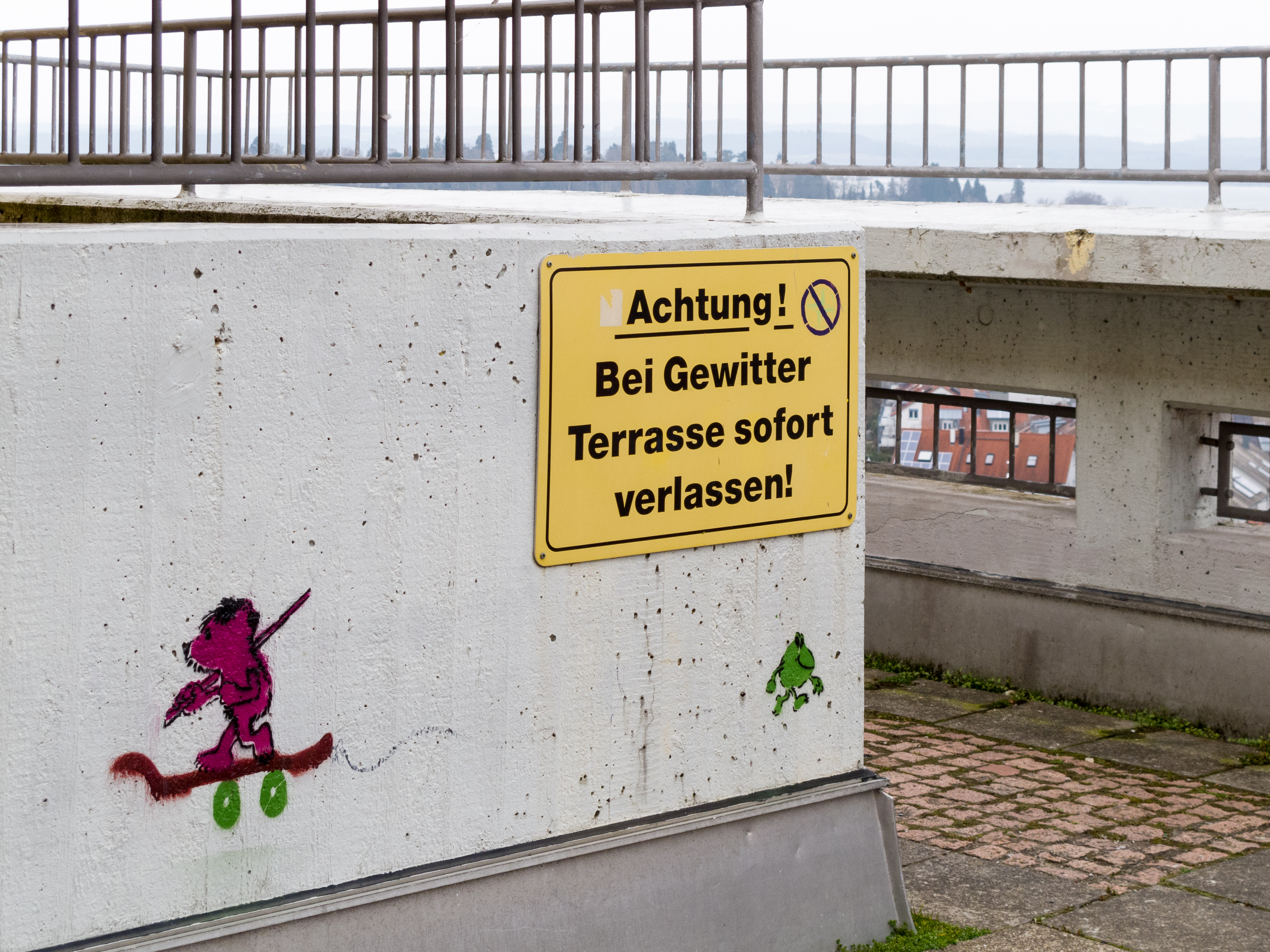
Terrasse

### Kunst am Bau
Im Rahmen von Kunst am Bau sind eine Reihe von Werken von Otto Piene, Friedrich Gräsel (Röhrenplastiken im Hockgrabental 1974), Georg Karl Pfahler, Gottfried Bechtold oder Stephan Balkenhol realisiert worden.

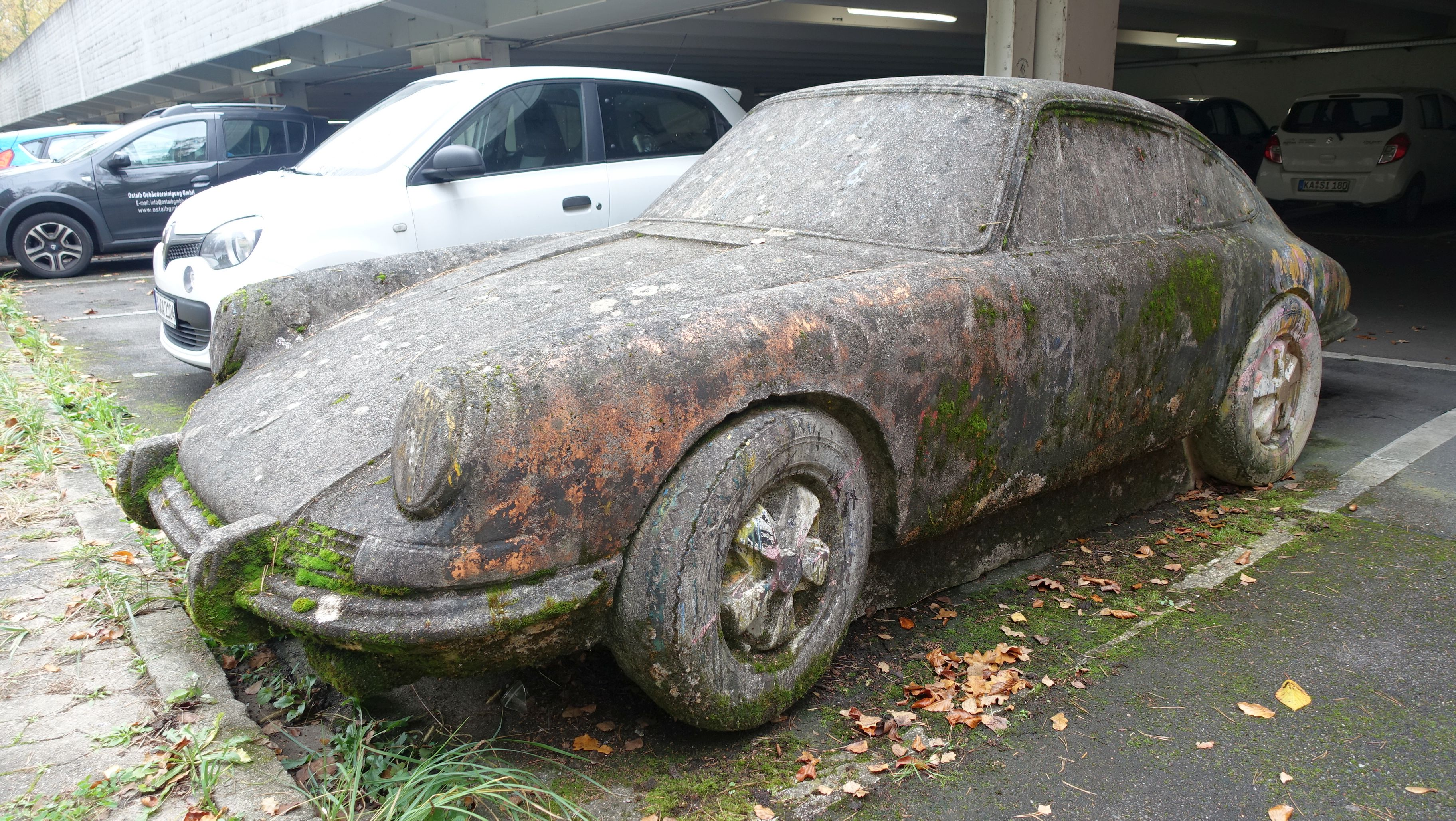
Betonporsche am Parkdeck von G. Bechtold (1971)
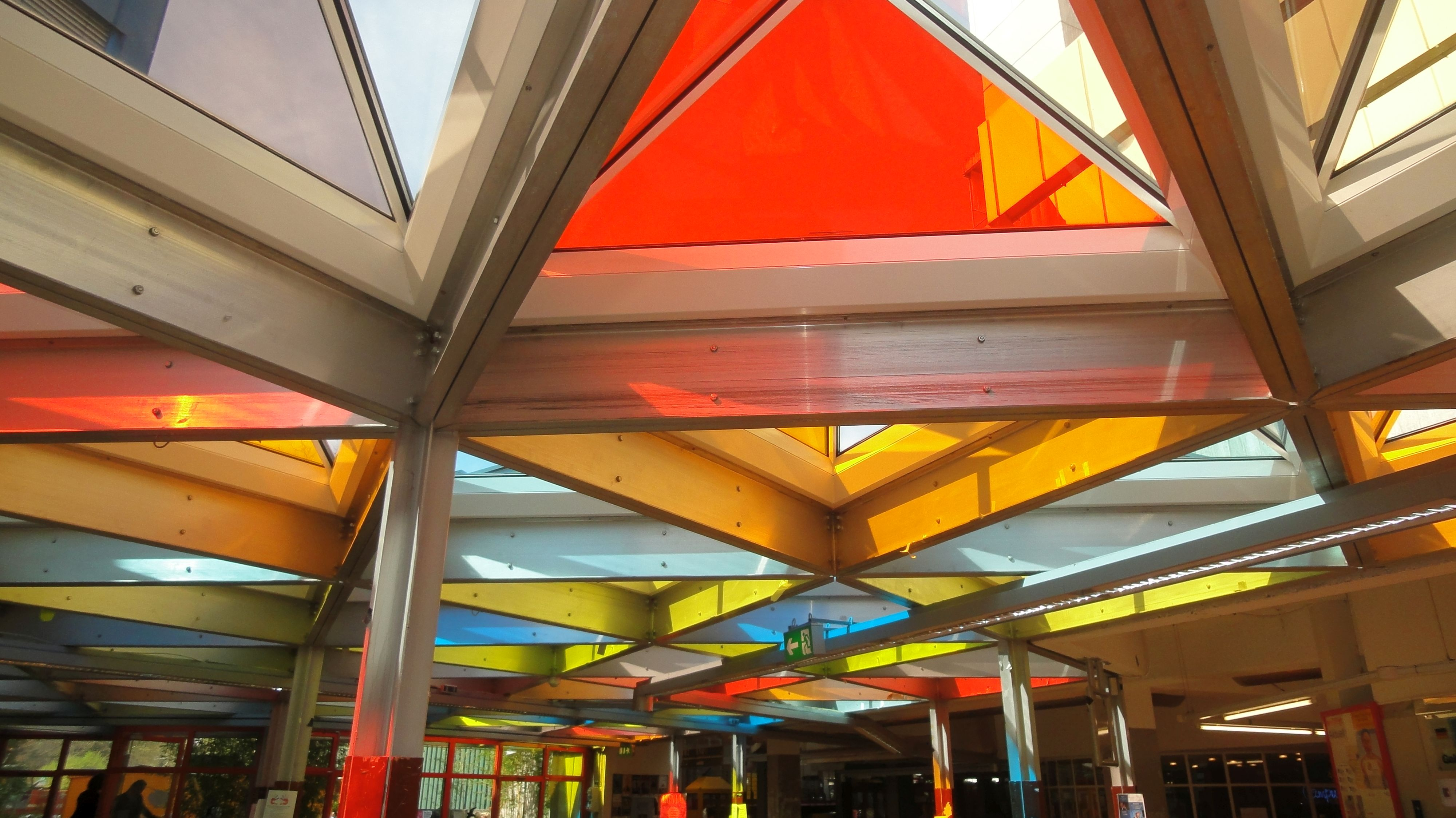
227 Lichtkuppeln von Otto Piene (1972)
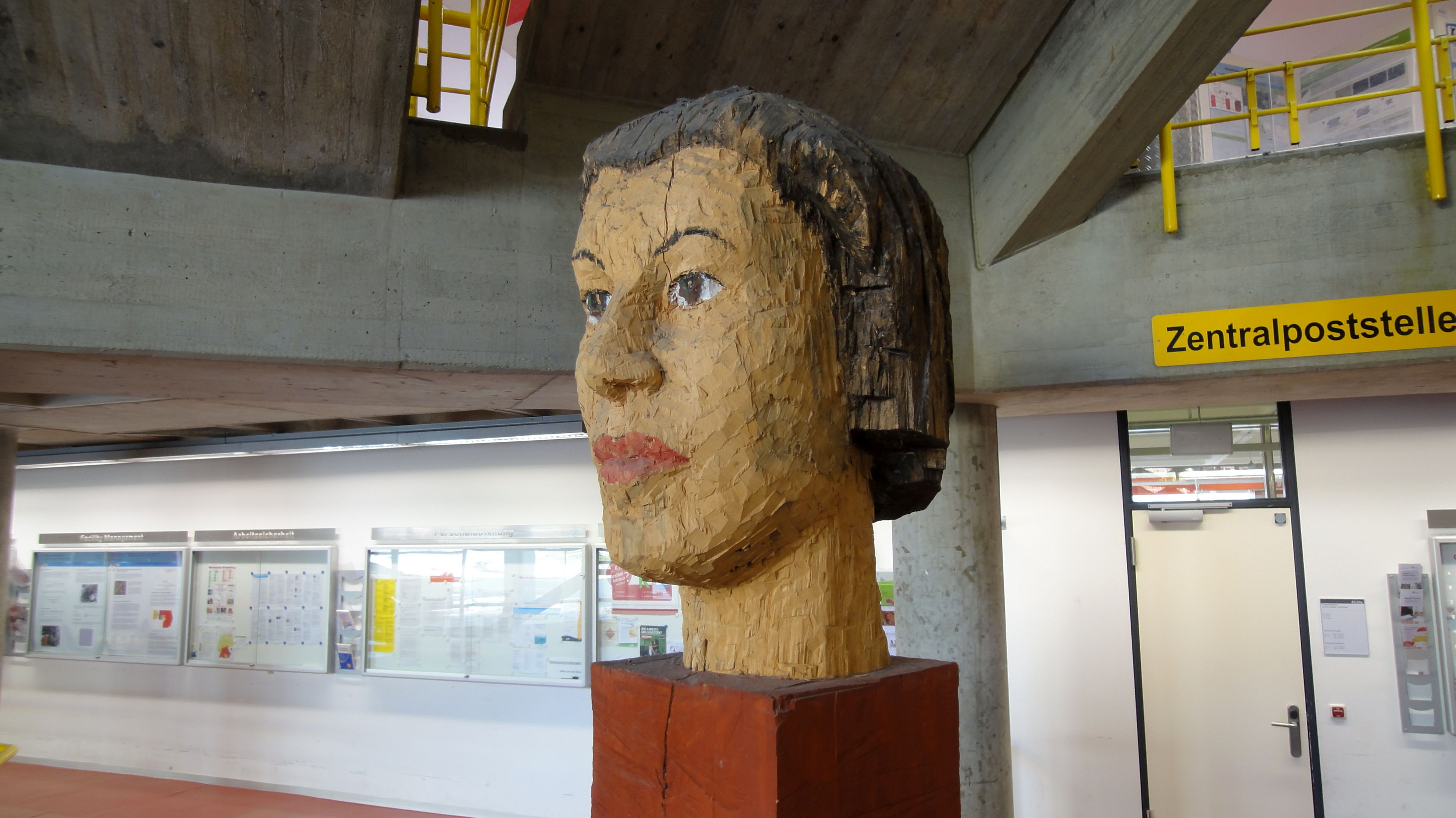
Holzskulptur von Stephan Balkenhol (1993)
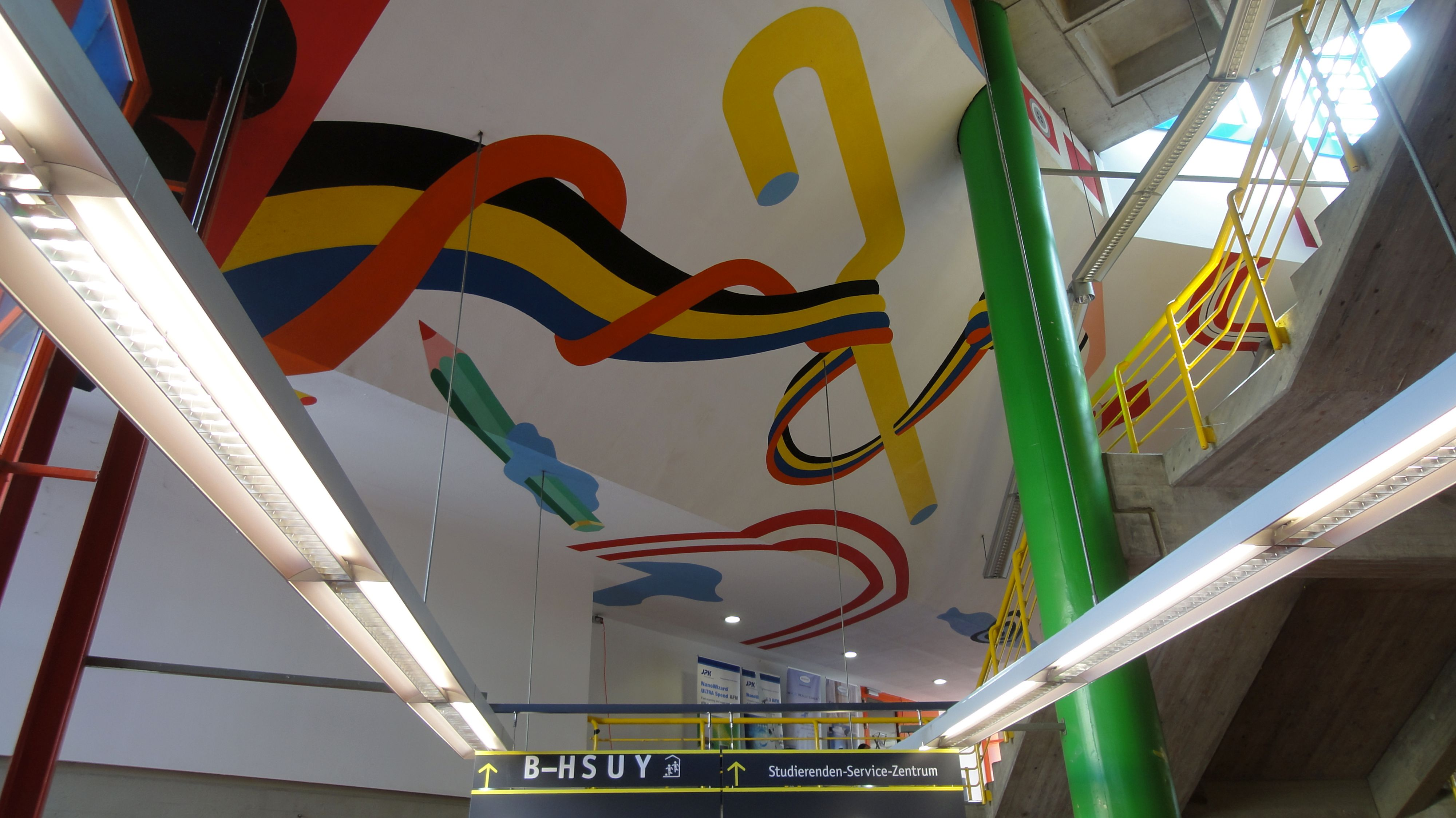
Naive Innenraumgestaltung
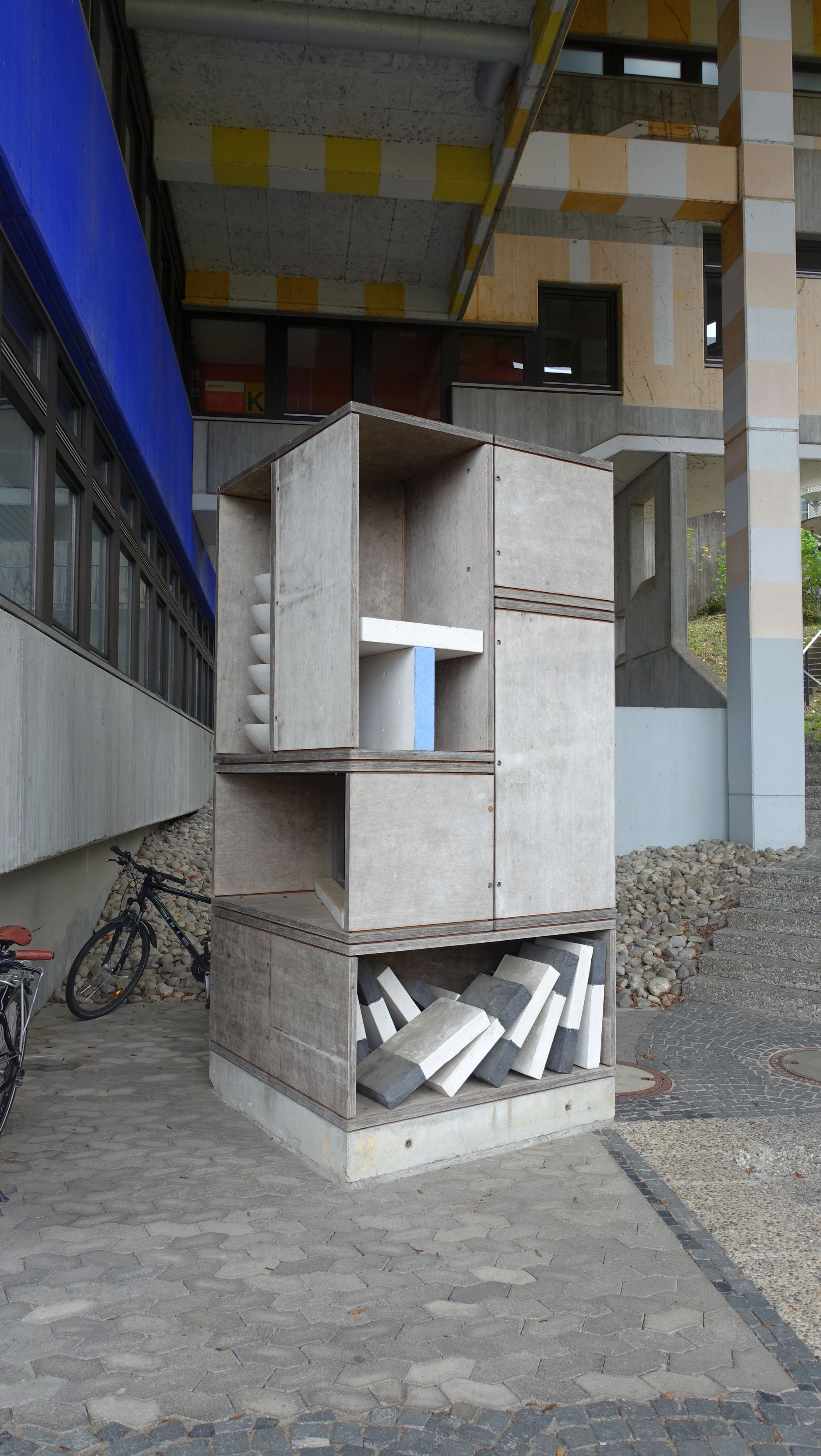
Buchregal am Geb. K
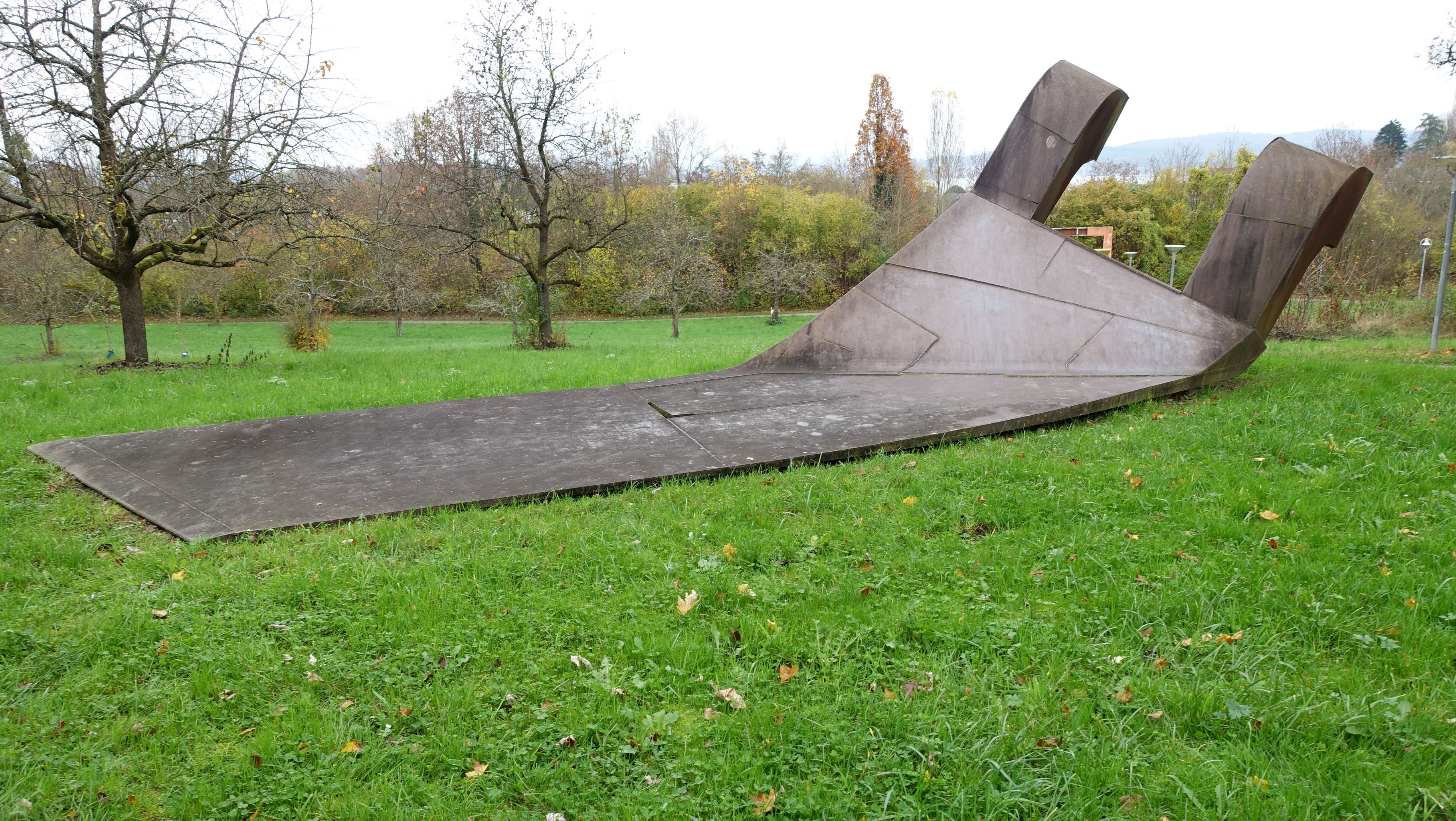
Freiplastik
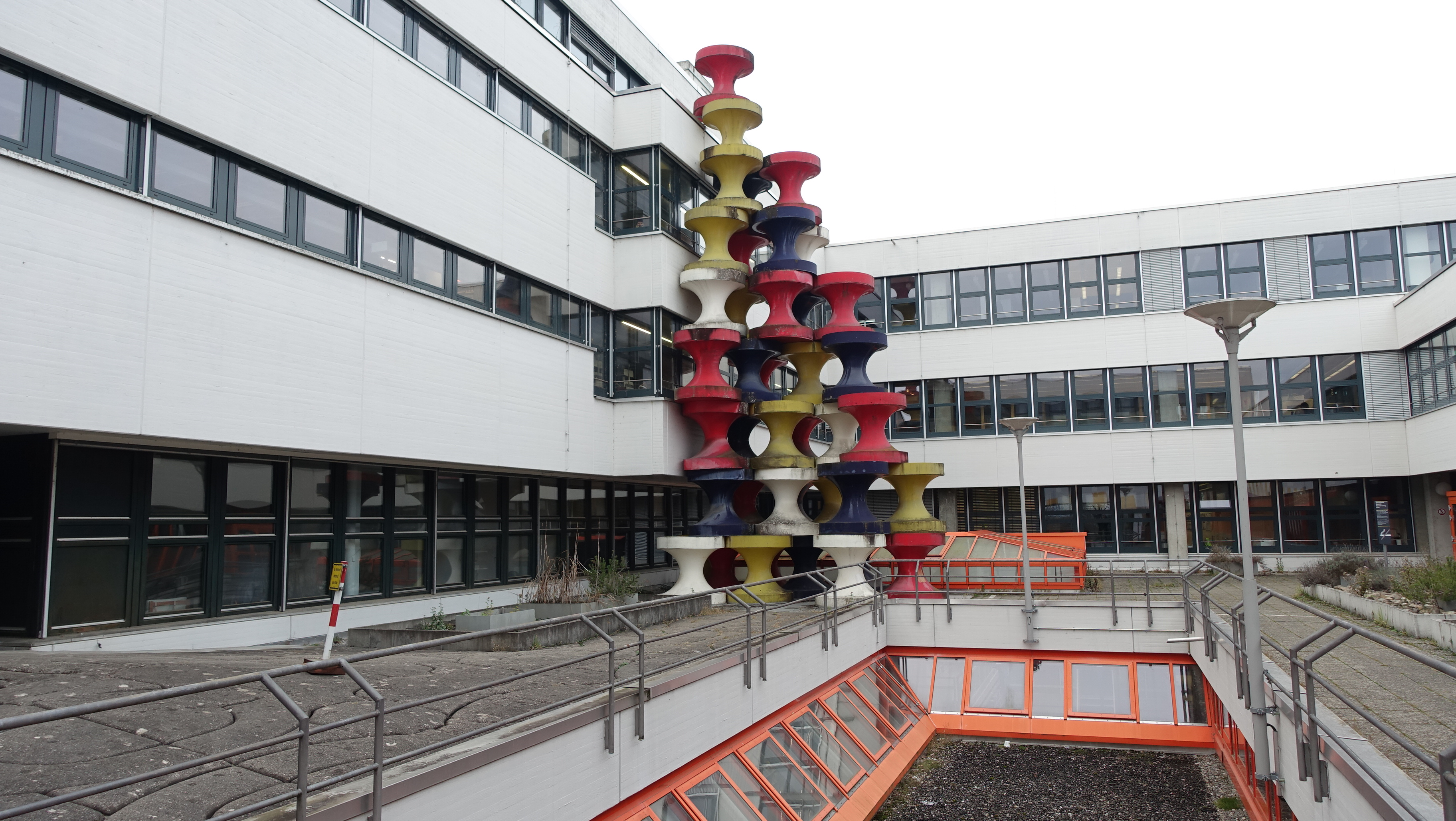
Spulenplastik von G. Bechtold (1972)
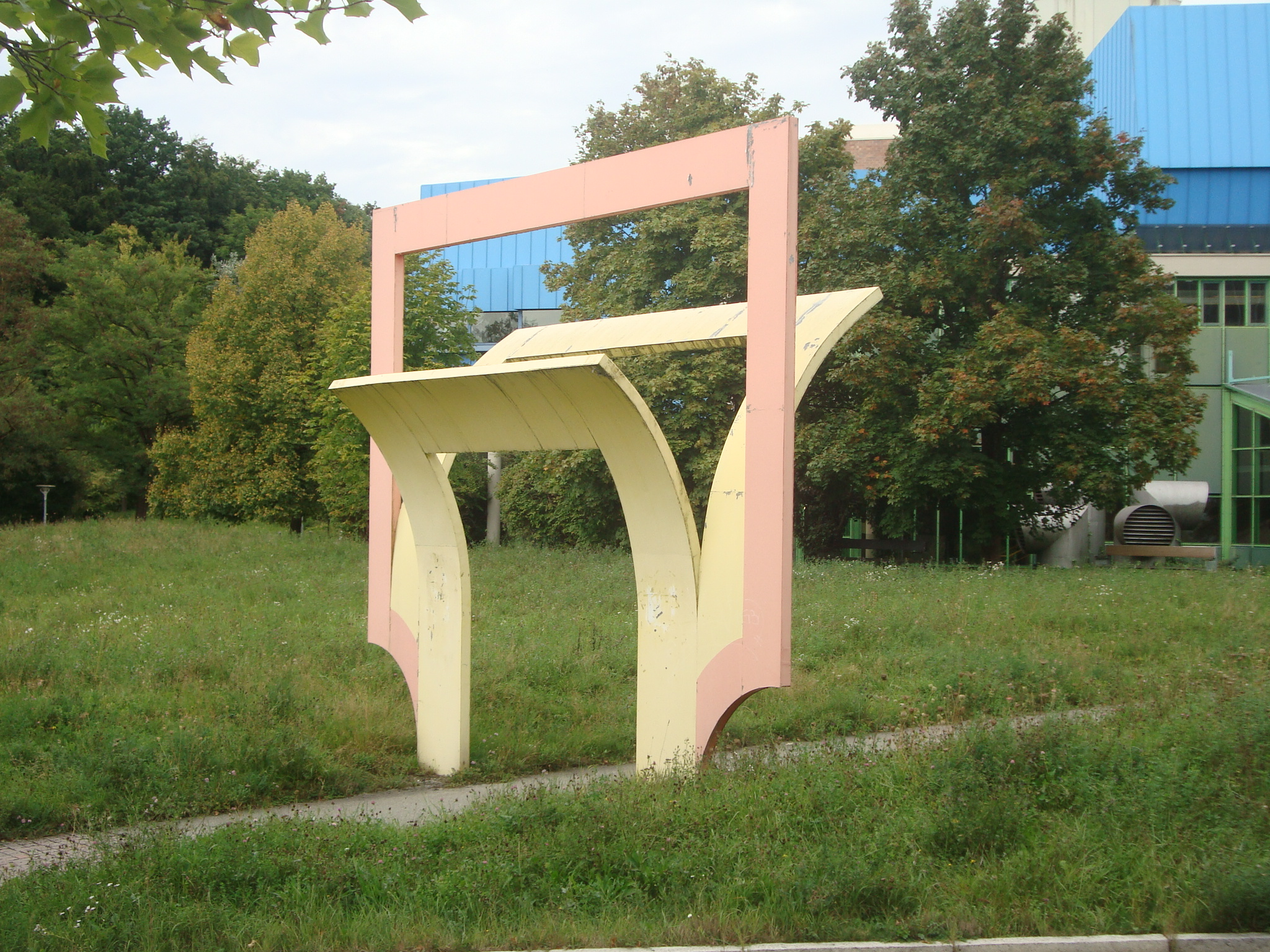
Freiplastik als Tor von G. K. Pfahler (1984)
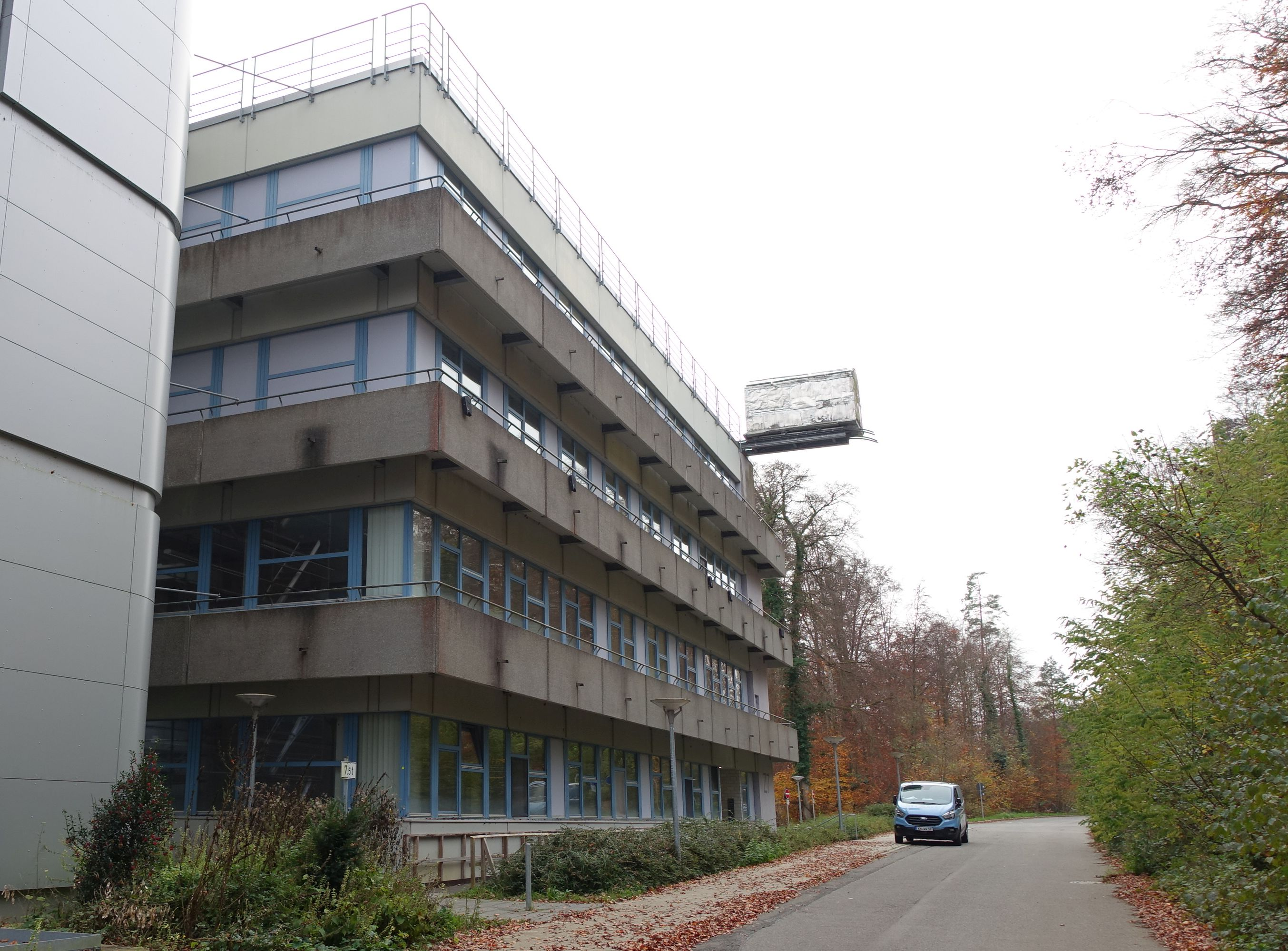
Gebäude Z mit Kunst
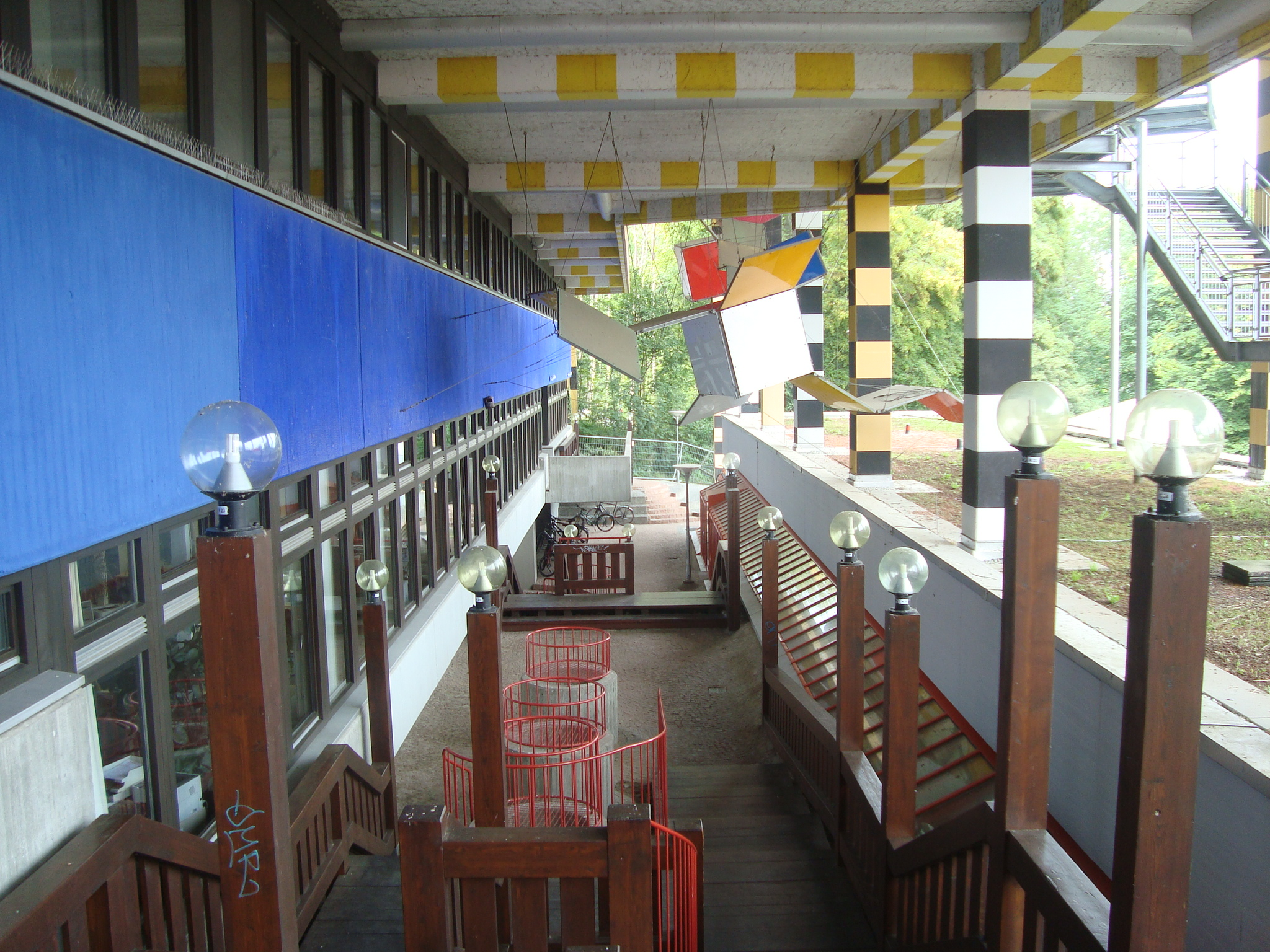
Kunst an der Mensa
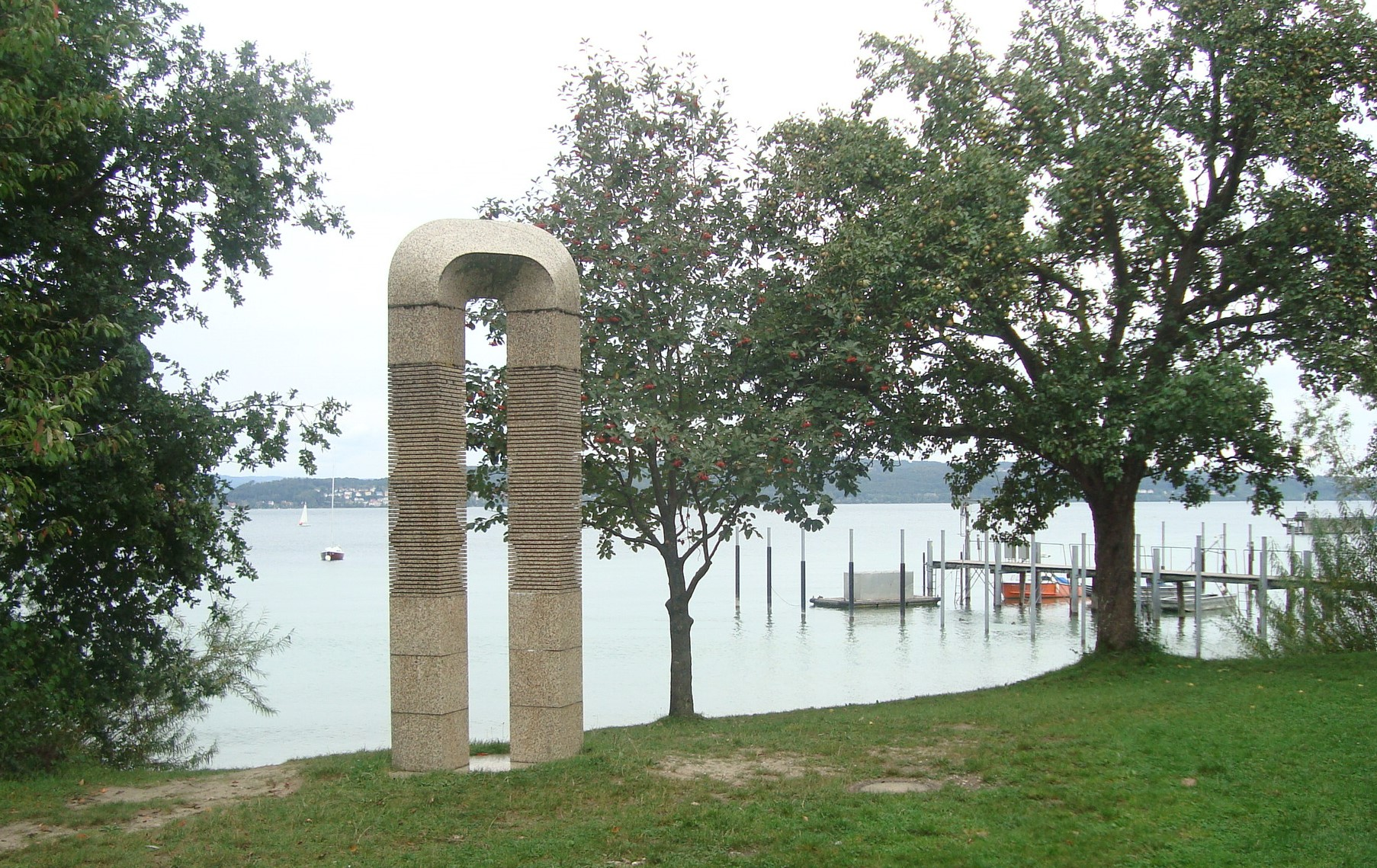
Kunst am Badestrand der Uni

## Organisation
Die Universität gliedert sich heute in dreizehn Fachbereiche (mit jeweils mehreren Fächern), die ihrerseits in drei Sektionen zusammengefasst sind, nämlich die ‚Mathematisch-naturwissenschaftliche Sektion‘, die ‚Geisteswissenschaftliche Sektion‘ und die ‚Sektion Politik – Recht – Wirtschaft‘. Jede Sektion wird von einem Dekan geleitet, der kraft Amtes auch Mitglied der Universitätsleitung ist. Viele Funktionen, die an anderen Universitäten Institute oder Fakultäten erfüllen, sind in Konstanz Aufgabe der Fachbereiche.
Der Universität zugeordnet sind eine Reihe An-Institute, darunter das Max-Planck-Institut für Verhaltensbiologie.

## Lehre

### Studienangebot
Zu den größten zulassungsbeschränkten Studiengängen bezogen auf die Studienplätze pro Jahr gehören der Studiengang Rechtswissenschaft (366) sowie die Bachelorstudiengänge Wirtschaftswissenschaften (343), Politik- und Verwaltungswissenschaft (180), Biological Sciences (172), Psychologie (112) und Soziologie (102).
Das Studium steht als reguläres präsentes Vollzeitstudium offen. Es werden drei gebührenpflichtige berufsbegleitende Weiterbildungsstudiengänge und ein Aufbaustudium angeboten. Double Degree-Programme sind zum Teil vorhanden. Einige Studiengänge, insbesondere Masterstudiengänge, werden auf Englisch angeboten.
Die Universität beteiligt sich am sogenannten Schülerstudium und eröffnet begabten Schülerinnen und Schüler schon während der Schulzeit den Besuch von Lehrveranstaltungen und die Ablegung von später anrechenbaren Prüfungen. An Vorlesungen kann im Rahmen der Kapazitäten auch im Rahmen eines Gaststudiums, eines Zeitstudiums, oder eines Europastudiums teilgenommen werden.
Das gymnasiale Lehramtsstudium ist vollständig auf ein kosekutives Studium aus Bachelor of Education und Master of Education in den jeweiligen Fachgruppen umgestellt und wird in Zusammenarbeit mit der Pädagogischen Hochschule Thurgau studiert.
Neben den eigentlichen Studiengängen bietet die Universität zwei Zertifikatsstudien an, die studienbegleitend und fachübergreifend jeweils ein spezielles Kompetenzportfolio durch Besuch entsprechender Lehrveranstaltungen ausweisen. Diese sind fakultativ und stehen Studierenden aller Fachrichtungen offen.
- Qualifikation N: Das Nachhaltigkeitszertifikat der Universität Konstanz wurde zum WS 2017/18 eingeführt. Die qualifikation N basiert auf der Idee „lernen – umsetzen – vernetzen“. Das Angebot im Lehrbereich besteht aus einmalig angebotenen Themenseminaren und semesterweise durchgeführten Grundlagenveranstaltungen. Neben der Vermittlung von wissenschaftlichen Kenntnissen stehen die Anwendung des erlernten Wissens und der Transfer in konkrete und praktische Umsetzungsprojekte im Vordergrund. Klimawandel, Ressourcenknappheit, soziale Ungerechtigkeit und ein krisenbehaftetes Wirtschaftssystem sind nur einige der zentralen und komplexen Herausforderungen unserer Zeit. Studierende werden durch das Nachhaltigkeitszertifikat befähigt, sich kritisch reflektierend mit komplexen Konzepten der Nachhaltigen Entwicklung auseinanderzusetzen, um verantwortungsbewusste und zukunftsfähige Entscheidungen zu treffen.[25] Qualifikation N wurde mit dem Landeslehrpreis 2023 ausgezeichnet.[26]

- Advanced Data and Information Literacy Track (ADILT): Dieses Programm wurde 2021 aus Exzellenzmitteln angestoßen und soll den Studierenden fortgeschrittene und vertiefende Kenntnisse im Bereich der Datafizierung, Digitalisierung und der Informationstechnologie geben. Studierende erwerben hier 30 ECTS, deren Lehrveranstaltungen in den Bereichen Reflexion, Anwendung und Grundlagen der Digitalisierungs- und Informationskompetenz zugeordnet sind. Diese reichen von Informatik- und Mathematikveranstaltungen über naturwissenschaftliche und gesellschaftswissenschaftliche Anwendungsfelder hin zu philosophischen, ethischen, wirtschaftlichen, politischen und juristischen Grundlagen.

### Lehrpreise
Seit 2012 verleiht die Manfred Ulmer-Stiftung für Wissenschaft und Gesellschaft jährlich an einen Dozenten der Universität den Tina-Ulmer-Lehrpreis, mit dem „herausragende Verdienste und innovative Leistungen in der Lehre“ gewürdigt werden. Im selben Turnus wird pro Fachbereich jeweils ein Dozent, der „eine sehr gute Lehre praktizier[t] und als Vorbild für andere dien[t]“ mit dem Lehrpreis der Universität Konstanz von Studierenden (LUKS) ausgezeichnet.

## Konstanzer Wissenschaftsforum
Seit 2006 existiert an der Universität das Konstanzer Wissenschaftsforum, das als „Plattform der Universität Konstanz für Wissenstransfer und Wissenschaftskommunikation“ geplant ist. Das Forum soll als Schnittstelle zu „Wirtschaft, Politik und Gesellschaft“ dienen und Themen rund um Forschung und Hochschule in Tagungen behandeln. Die Gründungsmitglieder des Forums waren Gerhart von Graevenitz als Rektor der Universität, Renate Köcher vom Institut für Demoskopie Allensbach, der Biologe und Wissenschaftsmanager Hubert Markl, der Konstanzer Philosoph Jürgen Mittelstraß und der Ökonom Horst Siebert. Das Forum hat seit 2008 als Dokumentation seiner Tagungen eine Reihe von Büchern publiziert, etwa zum Thema Kreativität, dem „Projekt Europa“, Netzwerken und Clustern und zuletzt (2013) zu „Macht und Wissenschaft“, die im Universitätsverlag Konstanz erschienen sind.

## Persönlichkeiten

### Ehemalige Ehrenbürger der Universität Konstanz
- Gerhard Hess (1907–1983), Gründungsrektor
- Kurt Georg Kiesinger (1904–1988), Altbundeskanzler
- Horst Sund (1926–2021), Altrektor
- Gerhart von Graevenitz (1944–2016), Altrektor

### Rektoren
- 1966–1972: Gerhard Hess (1907–1983), Romanist
- 1972–1974: Theopont Diez (1908–1993), Landesbeauftragter von Baden-Württemberg für die Leitung der Universität
- 1974–1976: Frieder Naschold (1940–1999), Sozial- und Politikwissenschaftler
- 1976–1991: Horst Sund (1926–2021), Biochemiker
- 1991–1996: Bernd Rüthers (1930–2023), Rechtswissenschaftler
- 1996–2000: Rudolf Cohen (1932–2018), Psychologe
- 2000–2009: Gerhart von Graevenitz (1944–2016), Literaturwissenschaftler
- 2009–2018: Ulrich Rüdiger (* 1966), Physiker
- 2018–2020: Kerstin Krieglstein (* 1963), Neurowissenschaftlerin
- 2021–: Katharina Holzinger[31] (* 1957), Politikwissenschaftlerin

### Ehrendoktoren der Universität Konstanz
→ siehe: Ehrendoktoren der Universität Konstanz.

### Bekannte Hochschullehrer
→ siehe: Hochschullehrer der Universität Konstanz.

### Bekannte Alumni (Auswahl)
→ siehe: Absolvent der Universität Konstanz
- Zoran Đinđić (1952–2003), serbischer Ministerpräsident und Philosoph
- Dominic Fritz (* 1983), deutsch-rumänischer Politiker, Bürgermeister der rumänischen Stadt Timișoara, Vorsitzender der liberalen Partei Uniunea Salvați România (USR)
- Petra Gerster (* 1955), Fernsehjournalistin und Moderatorin
- Bernd Heinze (* 1960), Diplomat
- Birgit Homburger (* 1965), Diplom-Verwaltungswissenschaftlerin, FDP-MdB (1990–2013) und FDP-Bundestagsfraktionsvorsitzende (2009–2011)
- Tilman Jens (1954–2020), Journalist und Autor
- Ingo Lenßen (* 1961), Rechtsanwalt
- Nathalie Wappler (* 1968), Direktorin des Schweizer Radio und Fernsehen (SRF)
- Axel A. Weber (* 1957), früherer Präsident der Deutschen Bundesbank, Verwaltungsratspräsident der Bank UBS
- Susanne Weber-Mosdorf (* 1953), Politikerin und ehemalige WHO-Direktorin.
- Alina Wichmann (* 1985), Sängerin und Songschreiberin
- Ingo Zamperoni (* 1974), ARD-„Tagesthemen“-Moderator

## Von der Universität verliehene Preise und Auszeichnungen
- DAAD-Preis
- Kurt-Lion-Medaille
- Förderpreis der Stiftung Wissenschaft und Gesellschaft an der Universität Konstanz
- LBS-Umweltpreis
- Lehrpreis der Universität Konstanz von Studierenden (LUKS)
- Nano-Preis der Universitätsgesellschaft Konstanz e. V.
- Promotionsförderpreis der Universitätsgesellschaft Konstanz e. V.
- Tina Ulmer-Lehrpreis der Stiftung „Wissenschaft und Gesellschaft“
- Preis des Universitätsrates in den Kategorien „Forschung und Lehre“ sowie „Weiterentwicklung der Universität“
- Verdienstmedaille der Universität Konstanz
- VEUK-Preis für hervorragende ausländische Studierende, gestiftet vom Verein der Ehemaligen der Universität Konstanz e. V. (VEUK)

## Universitätsgesellschaft Konstanz
Die Universität Konstanz wird unterstützt von der Universitätsgesellschaft Konstanz e. V., die bereits vor Gründung der Universität seit dem 1. Februar 1965 aktiv war. Gründer der (ursprünglich bis 1996 firmierten) Gesellschaft der Freunde und Förderer der Universität Konstanz war Hans Constantin Paulssen. Präsidenten waren Hans Constantin Paulssen (1965–1974), Theopont Diez (1974–1986), Brigitte Weyl (1986–1996), Dietrich H. Boesken (1996–2004), Gerd Springe (2004–2010), Stefan Keh (2010–2015). 2015 übernahm Björn Bernadotte dieses Amt.